# فهرست سیارک‌ها (۲۰۶۰۰۱–۲۰۷۰۰۱)
فهرست سیارک‌ها (۲۰۶۰۰۱ - ۲۰۷۰۰۱) فهرست سیارک‌ها از ۲۰۶۰۰۱ تا ۲۰۷۰۰۱ است.
| نام    | نام انگلیسی | تاریخ کشف       |
| ------ | ----------- | --------------- |
| ۲۰۶۰۰۱ | 2002 PK33   | ۵ اوت ۲۰۰۲      |
| ۲۰۶۰۰۲ | 2002 PJ49   | ۱۰ اوت ۲۰۰۲     |
| ۲۰۶۰۰۳ | 2002 PW79   | ۳ اوت ۲۰۰۲      |
| ۲۰۶۰۰۴ | 2002 PQ89   | ۱۱ اوت ۲۰۰۲     |
| ۲۰۶۰۰۵ | 2002 PZ95   | ۱۴ اوت ۲۰۰۲     |
| ۲۰۶۰۰۶ | 2002 PZ98   | ۱۴ اوت ۲۰۰۲     |
| ۲۰۶۰۰۷ | 2002 PC100  | ۱۴ اوت ۲۰۰۲     |
| ۲۰۶۰۰۸ | 2002 PK109  | ۱۳ اوت ۲۰۰۲     |
| ۲۰۶۰۰۹ | 2002 PT111  | ۱۴ اوت ۲۰۰۲     |
| ۲۰۶۰۱۰ | 2002 PS119  | ۱۳ اوت ۲۰۰۲     |
| ۲۰۶۰۱۱ | 2002 PK125  | ۱۴ اوت ۲۰۰۲     |
| ۲۰۶۰۱۲ | 2002 PA133  | ۱۴ اوت ۲۰۰۲     |
| ۲۰۶۰۱۳ | 2002 PW136  | ۱۵ اوت ۲۰۰۲     |
| ۲۰۶۰۱۴ | 2002 PK142  | ۱۳ اوت ۲۰۰۲     |
| ۲۰۶۰۱۵ | 2002 PZ146  | ۹ اوت ۲۰۰۲      |
| ۲۰۶۰۱۶ | 2002 PR153  | ۸ اوت ۲۰۰۲      |
| ۲۰۶۰۱۷ | 2002 PY156  | ۸ اوت ۲۰۰۲      |
| ۲۰۶۰۱۸ | 2002 PF162  | ۸ اوت ۲۰۰۲      |
| ۲۰۶۰۱۹ | 2002 PM162  | ۸ اوت ۲۰۰۲      |
| ۲۰۶۰۲۰ | 2002 PF166  | ۸ اوت ۲۰۰۲      |
| ۲۰۶۰۲۱ | 2002 PW167  | ۱۱ اوت ۲۰۰۲     |
| ۲۰۶۰۲۲ | 2002 PG172  | ۱۵ اوت ۲۰۰۲     |
| ۲۰۶۰۲۳ | 2002 PO173  | ۱۵ اوت ۲۰۰۲     |
| ۲۰۶۰۲۴ | 2002 PX179  | ۸ اوت ۲۰۰۲      |
| ۲۰۶۰۲۵ | 2002 PS182  | ۸ اوت ۲۰۰۲      |
| ۲۰۶۰۲۶ | 2002 PV185  | ۱۵ اوت ۲۰۰۲     |
| ۲۰۶۰۲۷ | 2002 PA186  | ۱۵ اوت ۲۰۰۲     |
| ۲۰۶۰۲۸ | 2002 QL1    | ۱۶ اوت ۲۰۰۲     |
| ۲۰۶۰۲۹ | 2002 QT1    | ۱۶ اوت ۲۰۰۲     |
| ۲۰۶۰۳۰ | 2002 QU2    | ۱۶ اوت ۲۰۰۲     |
| ۲۰۶۰۳۱ | 2002 QQ4    | ۱۶ اوت ۲۰۰۲     |
| ۲۰۶۰۳۲ | 2002 QS4    | ۱۶ اوت ۲۰۰۲     |
| ۲۰۶۰۳۳ | 2002 QZ4    | ۱۶ اوت ۲۰۰۲     |
| ۲۰۶۰۳۴ | 2002 QJ5    | ۱۶ اوت ۲۰۰۲     |
| ۲۰۶۰۳۵ | 2002 QV12   | ۲۶ اوت ۲۰۰۲     |
| ۲۰۶۰۳۶ | 2002 QT17   | ۲۸ اوت ۲۰۰۲     |
| ۲۰۶۰۳۷ | 2002 QS27   | ۲۸ اوت ۲۰۰۲     |
| ۲۰۶۰۳۸ | 2002 QL29   | ۲۹ اوت ۲۰۰۲     |
| ۲۰۶۰۳۹ | 2002 QF33   | ۲۹ اوت ۲۰۰۲     |
| ۲۰۶۰۴۰ | 2002 QF44   | ۳۰ اوت ۲۰۰۲     |
| ۲۰۶۰۴۱ | 2002 QU61   | ۲۸ اوت ۲۰۰۲     |
| ۲۰۶۰۴۲ | 2002 QC66   | ۱۷ اوت ۲۰۰۲     |
| ۲۰۶۰۴۳ | 2002 QU68   | ۲۹ اوت ۲۰۰۲     |
| ۲۰۶۰۴۴ | 2002 QJ72   | ۱۷ اوت ۲۰۰۲     |
| ۲۰۶۰۴۵ | 2002 QX72   | ۱۸ اوت ۲۰۰۲     |
| ۲۰۶۰۴۶ | 2002 QR74   | ۱۸ اوت ۲۰۰۲     |
| ۲۰۶۰۴۷ | 2002 QD77   | ۱۷ اوت ۲۰۰۲     |
| ۲۰۶۰۴۸ | 2002 QR77   | ۳۰ اوت ۲۰۰۲     |
| ۲۰۶۰۴۹ | 2002 QB82   | ۱۷ اوت ۲۰۰۲     |
| ۲۰۶۰۵۰ | 2002 QW84   | ۱۶ اوت ۲۰۰۲     |
| ۲۰۶۰۵۱ | 2002 QQ85   | ۱۶ اوت ۲۰۰۲     |
| ۲۰۶۰۵۲ | 2002 QU85   | ۱۷ اوت ۲۰۰۲     |
| ۲۰۶۰۵۳ | 2002 QH88   | ۲۷ اوت ۲۰۰۲     |
| ۲۰۶۰۵۴ | 2002 QF90   | ۲۷ اوت ۲۰۰۲     |
| ۲۰۶۰۵۵ | 2002 QK95   | ۱۸ اوت ۲۰۰۲     |
| ۲۰۶۰۵۶ | 2002 QC97   | ۱۸ اوت ۲۰۰۲     |
| ۲۰۶۰۵۷ | 2002 QB100  | ۱۸ اوت ۲۰۰۲     |
| ۲۰۶۰۵۸ | 2002 QJ108  | ۱۷ اوت ۲۰۰۲     |
| ۲۰۶۰۵۹ | 2002 QQ108  | ۲۶ اوت ۲۰۰۲     |
| ۲۰۶۰۶۰ | 2002 QP109  | ۱۷ اوت ۲۰۰۲     |
| ۲۰۶۰۶۱ | 2002 QL114  | ۲۸ اوت ۲۰۰۲     |
| ۲۰۶۰۶۲ | 2002 QB115  | ۱۶ اوت ۲۰۰۲     |
| ۲۰۶۰۶۳ | 2002 QH116  | ۱۸ اوت ۲۰۰۲     |
| ۲۰۶۰۶۴ | 2002 QD119  | ۲۹ اوت ۲۰۰۲     |
| ۲۰۶۰۶۵ | 2002 QF120  | ۳۰ اوت ۲۰۰۲     |
| ۲۰۶۰۶۶ | 2002 QK121  | ۱۷ اوت ۲۰۰۲     |
| ۲۰۶۰۶۷ | 2002 QM122  | ۱۸ اوت ۲۰۰۲     |
| ۲۰۶۰۶۸ | 2002 RM3    | ۴ سپتامبر ۲۰۰۲  |
| ۲۰۶۰۶۹ | 2002 RM4    | ۳ سپتامبر ۲۰۰۲  |
| ۲۰۶۰۷۰ | 2002 RF8    | ۳ سپتامبر ۲۰۰۲  |
| ۲۰۶۰۷۱ | 2002 RS10   | ۴ سپتامبر ۲۰۰۲  |
| ۲۰۶۰۷۲ | 2002 RD23   | ۴ سپتامبر ۲۰۰۲  |
| ۲۰۶۰۷۳ | 2002 RP29   | ۳ سپتامبر ۲۰۰۲  |
| ۲۰۶۰۷۴ | 2002 RV45   | ۵ سپتامبر ۲۰۰۲  |
| ۲۰۶۰۷۵ | 2002 RE46   | ۵ سپتامبر ۲۰۰۲  |
| ۲۰۶۰۷۶ | 2002 RW46   | ۵ سپتامبر ۲۰۰۲  |
| ۲۰۶۰۷۷ | 2002 RQ56   | ۵ سپتامبر ۲۰۰۲  |
| ۲۰۶۰۷۸ | 2002 RM60   | ۵ سپتامبر ۲۰۰۲  |
| ۲۰۶۰۷۹ | 2002 RU66   | ۳ سپتامبر ۲۰۰۲  |
| ۲۰۶۰۸۰ | 2002 RG68   | ۴ سپتامبر ۲۰۰۲  |
| ۲۰۶۰۸۱ | 2002 RQ72   | ۵ سپتامبر ۲۰۰۲  |
| ۲۰۶۰۸۲ | 2002 RJ75   | ۵ سپتامبر ۲۰۰۲  |
| ۲۰۶۰۸۳ | 2002 RK81   | ۵ سپتامبر ۲۰۰۲  |
| ۲۰۶۰۸۴ | 2002 RT81   | ۵ سپتامبر ۲۰۰۲  |
| ۲۰۶۰۸۵ | 2002 RG93   | ۵ سپتامبر ۲۰۰۲  |
| ۲۰۶۰۸۶ | 2002 RH124  | ۹ سپتامبر ۲۰۰۲  |
| ۲۰۶۰۸۷ | 2002 RN132  | ۱۱ سپتامبر ۲۰۰۲ |
| ۲۰۶۰۸۸ | 2002 RV133  | ۱۰ سپتامبر ۲۰۰۲ |
| ۲۰۶۰۸۹ | 2002 RR138  | ۱۰ سپتامبر ۲۰۰۲ |
| ۲۰۶۰۹۰ | 2002 RX138  | ۱۰ سپتامبر ۲۰۰۲ |
| ۲۰۶۰۹۱ | 2002 RY140  | ۱۰ سپتامبر ۲۰۰۲ |
| ۲۰۶۰۹۲ | 2002 RZ142  | ۱۱ سپتامبر ۲۰۰۲ |
| ۲۰۶۰۹۳ | 2002 RW150  | ۱۲ سپتامبر ۲۰۰۲ |
| ۲۰۶۰۹۴ | 2002 RF155  | ۱۱ سپتامبر ۲۰۰۲ |
| ۲۰۶۰۹۵ | 2002 RG155  | ۱۱ سپتامبر ۲۰۰۲ |
| ۲۰۶۰۹۶ | 2002 RD158  | ۱۱ سپتامبر ۲۰۰۲ |
| ۲۰۶۰۹۷ | 2002 RX162  | ۱۲ سپتامبر ۲۰۰۲ |
| ۲۰۶۰۹۸ | 2002 RU171  | ۱۳ سپتامبر ۲۰۰۲ |
| ۲۰۶۰۹۹ | 2002 RT177  | ۱۳ سپتامبر ۲۰۰۲ |
| ۲۰۶۱۰۰ | 2002 RT180  | ۱۴ سپتامبر ۲۰۰۲ |
| ۲۰۶۱۰۱ | 2002 RW180  | ۱۱ سپتامبر ۲۰۰۲ |
| ۲۰۶۱۰۲ | 2002 RF185  | ۱۲ سپتامبر ۲۰۰۲ |
| ۲۰۶۱۰۳ | 2002 RD190  | ۱۴ سپتامبر ۲۰۰۲ |
| ۲۰۶۱۰۴ | 2002 RG190  | ۱۴ سپتامبر ۲۰۰۲ |
| ۲۰۶۱۰۵ | 2002 RK191  | ۱۵ سپتامبر ۲۰۰۲ |
| ۲۰۶۱۰۶ | 2002 RN192  | ۱۲ سپتامبر ۲۰۰۲ |
| ۲۰۶۱۰۷ | 2002 RD208  | ۱۲ سپتامبر ۲۰۰۲ |
| ۲۰۶۱۰۸ | 2002 RC209  | ۱۴ سپتامبر ۲۰۰۲ |
| ۲۰۶۱۰۹ | 2002 RN214  | ۱۳ سپتامبر ۲۰۰۲ |
| ۲۰۶۱۱۰ | 2002 RX214  | ۱۳ سپتامبر ۲۰۰۲ |
| ۲۰۶۱۱۱ | 2002 RC221  | ۱۵ سپتامبر ۲۰۰۲ |
| ۲۰۶۱۱۲ | 2002 RK233  | ۱۴ سپتامبر ۲۰۰۲ |
| ۲۰۶۱۱۳ | 2002 RK235  | ۱۴ سپتامبر ۲۰۰۲ |
| ۲۰۶۱۱۴ | 2002 RJ237  | ۱۵ سپتامبر ۲۰۰۲ |
| ۲۰۶۱۱۵ | 2002 RA243  | ۱۴ سپتامبر ۲۰۰۲ |
| ۲۰۶۱۱۶ | 2002 RO246  | ۱۵ سپتامبر ۲۰۰۲ |
| ۲۰۶۱۱۷ | 2002 RS248  | ۱۴ سپتامبر ۲۰۰۲ |
| ۲۰۶۱۱۸ | 2002 RJ254  | ۱۴ سپتامبر ۲۰۰۲ |
| ۲۰۶۱۱۹ | 2002 RM255  | ۱۳ سپتامبر ۲۰۰۲ |
| ۲۰۶۱۲۰ | 2002 RH270  | ۱۴ سپتامبر ۲۰۰۲ |
| ۲۰۶۱۲۱ | 2002 RR274  | ۴ سپتامبر ۲۰۰۲  |
| ۲۰۶۱۲۲ | 2002 RV276  | ۱۴ سپتامبر ۲۰۰۲ |
| ۲۰۶۱۲۳ | 2002 RL279  | ۱۴ سپتامبر ۲۰۰۲ |
| ۲۰۶۱۲۴ | 2002 SH4    | ۲۷ سپتامبر ۲۰۰۲ |
| ۲۰۶۱۲۵ | 2002 SM8    | ۲۷ سپتامبر ۲۰۰۲ |
| ۲۰۶۱۲۶ | 2002 SK9    | ۲۷ سپتامبر ۲۰۰۲ |
| ۲۰۶۱۲۷ | 2002 SW10   | ۲۷ سپتامبر ۲۰۰۲ |
| ۲۰۶۱۲۸ | 2002 SQ40   | ۳۰ سپتامبر ۲۰۰۲ |
| ۲۰۶۱۲۹ | 2002 SS45   | ۲۹ سپتامبر ۲۰۰۲ |
| ۲۰۶۱۳۰ | 2002 SJ52   | ۱۷ سپتامبر ۲۰۰۲ |
| ۲۰۶۱۳۱ | 2002 SU54   | ۳۰ سپتامبر ۲۰۰۲ |
| ۲۰۶۱۳۲ | 2002 SY60   | ۱۶ سپتامبر ۲۰۰۲ |
| ۲۰۶۱۳۳ | 2002 SC64   | ۲۸ سپتامبر ۲۰۰۲ |
| ۲۰۶۱۳۴ | 2002 SP70   | ۲۶ سپتامبر ۲۰۰۲ |
| ۲۰۶۱۳۵ | 2002 TA2    | ۱ اکتبر ۲۰۰۲    |
| ۲۰۶۱۳۶ | 2002 TB10   | ۱ اکتبر ۲۰۰۲    |
| ۲۰۶۱۳۷ | 2002 TS12   | ۱ اکتبر ۲۰۰۲    |
| ۲۰۶۱۳۸ | 2002 TU17   | ۲ اکتبر ۲۰۰۲    |
| ۲۰۶۱۳۹ | 2002 TW42   | ۲ اکتبر ۲۰۰۲    |
| ۲۰۶۱۴۰ | 2002 TV48   | ۲ اکتبر ۲۰۰۲    |
| ۲۰۶۱۴۱ | 2002 TA59   | ۴ اکتبر ۲۰۰۲    |
| ۲۰۶۱۴۲ | 2002 TA66   | ۴ اکتبر ۲۰۰۲    |
| ۲۰۶۱۴۳ | 2002 TJ84   | ۲ اکتبر ۲۰۰۲    |
| ۲۰۶۱۴۴ | 2002 TG92   | ۳ اکتبر ۲۰۰۲    |
| ۲۰۶۱۴۵ | 2002 TE94   | ۳ اکتبر ۲۰۰۲    |
| ۲۰۶۱۴۶ | 2002 TL97   | ۲ اکتبر ۲۰۰۲    |
| ۲۰۶۱۴۷ | 2002 TK98   | ۳ اکتبر ۲۰۰۲    |
| ۲۰۶۱۴۸ | 2002 TZ102  | ۴ اکتبر ۲۰۰۲    |
| ۲۰۶۱۴۹ | 2002 TF119  | ۳ اکتبر ۲۰۰۲    |
| ۲۰۶۱۵۰ | 2002 TJ124  | ۴ اکتبر ۲۰۰۲    |
| ۲۰۶۱۵۱ | 2002 TN127  | ۴ اکتبر ۲۰۰۲    |
| ۲۰۶۱۵۲ | 2002 TE129  | ۴ اکتبر ۲۰۰۲    |
| ۲۰۶۱۵۳ | 2002 TU136  | ۴ اکتبر ۲۰۰۲    |
| ۲۰۶۱۵۴ | 2002 TW143  | ۴ اکتبر ۲۰۰۲    |
| ۲۰۶۱۵۵ | 2002 TG158  | ۵ اکتبر ۲۰۰۲    |
| ۲۰۶۱۵۶ | 2002 TX170  | ۳ اکتبر ۲۰۰۲    |
| ۲۰۶۱۵۷ | 2002 TP176  | ۵ اکتبر ۲۰۰۲    |
| ۲۰۶۱۵۸ | 2002 TT180  | ۱۴ اکتبر ۲۰۰۲   |
| ۲۰۶۱۵۹ | 2002 TU185  | ۴ اکتبر ۲۰۰۲    |
| ۲۰۶۱۶۰ | 2002 TB187  | ۴ اکتبر ۲۰۰۲    |
| ۲۰۶۱۶۱ | 2002 TF192  | ۵ اکتبر ۲۰۰۲    |
| ۲۰۶۱۶۲ | 2002 TV214  | ۴ اکتبر ۲۰۰۲    |
| ۲۰۶۱۶۳ | 2002 TW215  | ۵ اکتبر ۲۰۰۲    |
| ۲۰۶۱۶۴ | 2002 TH222  | ۷ اکتبر ۲۰۰۲    |
| ۲۰۶۱۶۵ | 2002 TE233  | ۶ اکتبر ۲۰۰۲    |
| ۲۰۶۱۶۶ | 2002 TA242  | ۹ اکتبر ۲۰۰۲    |
| ۲۰۶۱۶۷ | 2002 TS242  | ۹ اکتبر ۲۰۰۲    |
| ۲۰۶۱۶۸ | 2002 TC250  | ۷ اکتبر ۲۰۰۲    |
| ۲۰۶۱۶۹ | 2002 TH250  | ۷ اکتبر ۲۰۰۲    |
| ۲۰۶۱۷۰ | 2002 TP252  | ۸ اکتبر ۲۰۰۲    |
| ۲۰۶۱۷۱ | 2002 TQ258  | ۹ اکتبر ۲۰۰۲    |
| ۲۰۶۱۷۲ | 2002 TY262  | ۱۰ اکتبر ۲۰۰۲   |
| ۲۰۶۱۷۳ | 2002 TT272  | ۹ اکتبر ۲۰۰۲    |
| ۲۰۶۱۷۴ | 2002 TD278  | ۱۰ اکتبر ۲۰۰۲   |
| ۲۰۶۱۷۵ | 2002 TN293  | ۱۰ اکتبر ۲۰۰۲   |
| ۲۰۶۱۷۶ | 2002 TK294  | ۹ اکتبر ۲۰۰۲    |
| ۲۰۶۱۷۷ | 2002 TB295  | ۱۳ اکتبر ۲۰۰۲   |
| ۲۰۶۱۷۸ | 2002 TF295  | ۱۳ اکتبر ۲۰۰۲   |
| ۲۰۶۱۷۹ | 2002 TZ295  | ۱۳ اکتبر ۲۰۰۲   |
| ۲۰۶۱۸۰ | 2002 TY304  | ۴ اکتبر ۲۰۰۲    |
| ۲۰۶۱۸۱ | 2002 TN312  | ۴ اکتبر ۲۰۰۲    |
| ۲۰۶۱۸۲ | 2002 TM315  | ۴ اکتبر ۲۰۰۲    |
| ۲۰۶۱۸۳ | 2002 TM316  | ۴ اکتبر ۲۰۰۲    |
| ۲۰۶۱۸۴ | 2002 TW317  | ۵ اکتبر ۲۰۰۲    |
| ۲۰۶۱۸۵ | 2002 TB323  | ۵ اکتبر ۲۰۰۲    |
| ۲۰۶۱۸۶ | 2002 TS329  | ۵ اکتبر ۲۰۰۲    |
| ۲۰۶۱۸۷ | 2002 TB361  | ۱۰ اکتبر ۲۰۰۲   |
| ۲۰۶۱۸۸ | 2002 TO375  | ۲ اکتبر ۲۰۰۲    |
| ۲۰۶۱۸۹ | 2002 TB376  | ۵ اکتبر ۲۰۰۲    |
| ۲۰۶۱۹۰ | 2002 TH376  | ۳ اکتبر ۲۰۰۲    |
| ۲۰۶۱۹۱ | 2002 TE378  | ۱۵ اکتبر ۲۰۰۲   |
| ۲۰۶۱۹۲ | 2002 UR2    | ۲۸ اکتبر ۲۰۰۲   |
| ۲۰۶۱۹۳ | 2002 UH7    | ۲۸ اکتبر ۲۰۰۲   |
| ۲۰۶۱۹۴ | 2002 UN7    | ۲۸ اکتبر ۲۰۰۲   |
| ۲۰۶۱۹۵ | 2002 UW8    | ۲۸ اکتبر ۲۰۰۲   |
| ۲۰۶۱۹۶ | 2002 UW11   | ۲۸ اکتبر ۲۰۰۲   |
| ۲۰۶۱۹۷ | 2002 UQ18   | ۳۰ اکتبر ۲۰۰۲   |
| ۲۰۶۱۹۸ | 2002 UE20   | ۲۸ اکتبر ۲۰۰۲   |
| ۲۰۶۱۹۹ | 2002 UB22   | ۳۰ اکتبر ۲۰۰۲   |
| ۲۰۶۲۰۰ | 2002 UK23   | ۳۱ اکتبر ۲۰۰۲   |
| ۲۰۶۲۰۱ | 2002 UN25   | ۳۰ اکتبر ۲۰۰۲   |
| ۲۰۶۲۰۲ | 2002 UU34   | ۳۱ اکتبر ۲۰۰۲   |
| ۲۰۶۲۰۳ | 2002 UR36   | ۳۱ اکتبر ۲۰۰۲   |
| ۲۰۶۲۰۴ | 2002 UN37   | ۳۱ اکتبر ۲۰۰۲   |
| ۲۰۶۲۰۵ | 2002 UF40   | ۳۱ اکتبر ۲۰۰۲   |
| ۲۰۶۲۰۶ | 2002 US40   | ۳۱ اکتبر ۲۰۰۲   |
| ۲۰۶۲۰۷ | 2002 UY72   | ۲۰ اکتبر ۲۰۰۲   |
| ۲۰۶۲۰۸ | 2002 UV75   | ۳۱ اکتبر ۲۰۰۲   |
| ۲۰۶۲۰۹ | 2002 VW9    | ۱ نوامبر ۲۰۰۲   |
| ۲۰۶۲۱۰ | 2002 VX15   | ۵ نوامبر ۲۰۰۲   |
| ۲۰۶۲۱۱ | 2002 VG27   | ۵ نوامبر ۲۰۰۲   |
| ۲۰۶۲۱۲ | 2002 VS34   | ۵ نوامبر ۲۰۰۲   |
| ۲۰۶۲۱۳ | 2002 VX34   | ۵ نوامبر ۲۰۰۲   |
| ۲۰۶۲۱۴ | 2002 VN38   | ۵ نوامبر ۲۰۰۲   |
| ۲۰۶۲۱۵ | 2002 VB39   | ۵ نوامبر ۲۰۰۲   |
| ۲۰۶۲۱۶ | 2002 VD40   | ۸ نوامبر ۲۰۰۲   |
| ۲۰۶۲۱۷ | 2002 VD42   | ۵ نوامبر ۲۰۰۲   |
| ۲۰۶۲۱۸ | 2002 VF44   | ۴ نوامبر ۲۰۰۲   |
| ۲۰۶۲۱۹ | 2002 VD51   | ۶ نوامبر ۲۰۰۲   |
| ۲۰۶۲۲۰ | 2002 VS56   | ۶ نوامبر ۲۰۰۲   |
| ۲۰۶۲۲۱ | 2002 VH62   | ۵ نوامبر ۲۰۰۲   |
| ۲۰۶۲۲۲ | 2002 VF66   | ۷ نوامبر ۲۰۰۲   |
| ۲۰۶۲۲۳ | 2002 VX71   | ۷ نوامبر ۲۰۰۲   |
| ۲۰۶۲۲۴ | 2002 VP74   | ۷ نوامبر ۲۰۰۲   |
| ۲۰۶۲۲۵ | 2002 VJ88   | ۱۱ نوامبر ۲۰۰۲  |
| ۲۰۶۲۲۶ | 2002 VN99   | ۱۳ نوامبر ۲۰۰۲  |
| ۲۰۶۲۲۷ | 2002 VY103  | ۱۲ نوامبر ۲۰۰۲  |
| ۲۰۶۲۲۸ | 2002 VD108  | ۱۲ نوامبر ۲۰۰۲  |
| ۲۰۶۲۲۹ | 2002 VP113  | ۱۳ نوامبر ۲۰۰۲  |
| ۲۰۶۲۳۰ | 2002 VP118  | ۱۲ نوامبر ۲۰۰۲  |
| ۲۰۶۲۳۱ | 2002 VE120  | ۱۲ نوامبر ۲۰۰۲  |
| ۲۰۶۲۳۲ | 2002 VC124  | ۱۴ نوامبر ۲۰۰۲  |
| ۲۰۶۲۳۳ | 2002 VH125  | ۱۳ نوامبر ۲۰۰۲  |
| ۲۰۶۲۳۴ | 2002 WC4    | ۲۴ نوامبر ۲۰۰۲  |
| ۲۰۶۲۳۵ | 2002 WO5    | ۲۳ نوامبر ۲۰۰۲  |
| ۲۰۶۲۳۶ | 2002 WG9    | ۲۴ نوامبر ۲۰۰۲  |
| ۲۰۶۲۳۷ | 2002 WG15   | ۲۸ نوامبر ۲۰۰۲  |
| ۲۰۶۲۳۸ | 2002 WM17   | ۳۰ نوامبر ۲۰۰۲  |
| ۲۰۶۲۳۹ | 2002 WR19   | ۲۵ نوامبر ۲۰۰۲  |
| ۲۰۶۲۴۰ | 2002 WC27   | ۱۶ نوامبر ۲۰۰۲  |
| ۲۰۶۲۴۱ | Dubois      | ۲۴ نوامبر ۲۰۰۲  |
| ۲۰۶۲۴۲ | 2002 XD1    | ۱ دسامبر ۲۰۰۲   |
| ۲۰۶۲۴۳ | 2002 XO16   | ۳ دسامبر ۲۰۰۲   |
| ۲۰۶۲۴۴ | 2002 XL17   | ۵ دسامبر ۲۰۰۲   |
| ۲۰۶۲۴۵ | 2002 XU17   | ۵ دسامبر ۲۰۰۲   |
| ۲۰۶۲۴۶ | 2002 XV20   | ۲ دسامبر ۲۰۰۲   |
| ۲۰۶۲۴۷ | 2002 XJ26   | ۳ دسامبر ۲۰۰۲   |
| ۲۰۶۲۴۸ | 2002 XU35   | ۷ دسامبر ۲۰۰۲   |
| ۲۰۶۲۴۹ | 2002 XP42   | ۷ دسامبر ۲۰۰۲   |
| ۲۰۶۲۵۰ | 2002 XS46   | ۷ دسامبر ۲۰۰۲   |
| ۲۰۶۲۵۱ | 2002 XE47   | ۸ دسامبر ۲۰۰۲   |
| ۲۰۶۲۵۲ | 2002 XM60   | ۱۰ دسامبر ۲۰۰۲  |
| ۲۰۶۲۵۳ | 2002 XM63   | ۱۱ دسامبر ۲۰۰۲  |
| ۲۰۶۲۵۴ | 2002 XD66   | ۱۲ دسامبر ۲۰۰۲  |
| ۲۰۶۲۵۵ | 2002 XL68   | ۱۲ دسامبر ۲۰۰۲  |
| ۲۰۶۲۵۶ | 2002 XR73   | ۱۱ دسامبر ۲۰۰۲  |
| ۲۰۶۲۵۷ | 2002 XW76   | ۱۱ دسامبر ۲۰۰۲  |
| ۲۰۶۲۵۸ | 2002 XG77   | ۱۱ دسامبر ۲۰۰۲  |
| ۲۰۶۲۵۹ | 2002 XN83   | ۱۳ دسامبر ۲۰۰۲  |
| ۲۰۶۲۶۰ | 2002 XX83   | ۱۳ دسامبر ۲۰۰۲  |
| ۲۰۶۲۶۱ | 2002 XB90   | ۱۴ دسامبر ۲۰۰۲  |
| ۲۰۶۲۶۲ | 2002 XA91   | ۱۴ دسامبر ۲۰۰۲  |
| ۲۰۶۲۶۳ | 2002 XL102  | ۵ دسامبر ۲۰۰۲   |
| ۲۰۶۲۶۴ | 2002 XQ113  | ۷ دسامبر ۲۰۰۲   |
| ۲۰۶۲۶۵ | 2002 XP115  | ۱۱ دسامبر ۲۰۰۲  |
| ۲۰۶۲۶۶ | 2002 YW6    | ۲۸ دسامبر ۲۰۰۲  |
| ۲۰۶۲۶۷ | 2002 YB7    | ۲۸ دسامبر ۲۰۰۲  |
| ۲۰۶۲۶۸ | 2002 YN7    | ۳۱ دسامبر ۲۰۰۲  |
| ۲۰۶۲۶۹ | 2002 YE9    | ۳۱ دسامبر ۲۰۰۲  |
| ۲۰۶۲۷۰ | 2002 YC10   | ۳۱ دسامبر ۲۰۰۲  |
| ۲۰۶۲۷۱ | 2002 YP12   | ۳۱ دسامبر ۲۰۰۲  |
| ۲۰۶۲۷۲ | 2002 YB22   | ۳۱ دسامبر ۲۰۰۲  |
| ۲۰۶۲۷۳ | 2002 YF26   | ۳۱ دسامبر ۲۰۰۲  |
| ۲۰۶۲۷۴ | 2002 YZ28   | ۳۱ دسامبر ۲۰۰۲  |
| ۲۰۶۲۷۵ | 2002 YG33   | ۳۰ دسامبر ۲۰۰۲  |
| ۲۰۶۲۷۶ | 2003 AH5    | ۱ ژانویه ۲۰۰۳   |
| ۲۰۶۲۷۷ | 2003 AM9    | ۳ ژانویه ۲۰۰۳   |
| ۲۰۶۲۷۸ | 2003 AT17   | ۵ ژانویه ۲۰۰۳   |
| ۲۰۶۲۷۹ | 2003 AA21   | ۵ ژانویه ۲۰۰۳   |
| ۲۰۶۲۸۰ | 2003 AR21   | ۵ ژانویه ۲۰۰۳   |
| ۲۰۶۲۸۱ | 2003 AH26   | ۴ ژانویه ۲۰۰۳   |
| ۲۰۶۲۸۲ | 2003 AL43   | ۵ ژانویه ۲۰۰۳   |
| ۲۰۶۲۸۳ | 2003 AV64   | ۷ ژانویه ۲۰۰۳   |
| ۲۰۶۲۸۴ | 2003 AL66   | ۷ ژانویه ۲۰۰۳   |
| ۲۰۶۲۸۵ | 2003 AT67   | ۸ ژانویه ۲۰۰۳   |
| ۲۰۶۲۸۶ | 2003 AY69   | ۸ ژانویه ۲۰۰۳   |
| ۲۰۶۲۸۷ | 2003 AG74   | ۱۰ ژانویه ۲۰۰۳  |
| ۲۰۶۲۸۸ | 2003 AG85   | ۸ ژانویه ۲۰۰۳   |
| ۲۰۶۲۸۹ | 2003 AT85   | ۱۱ ژانویه ۲۰۰۳  |
| ۲۰۶۲۹۰ | 2003 AL89   | ۴ ژانویه ۲۰۰۳   |
| ۲۰۶۲۹۱ | 2003 AM92   | ۸ ژانویه ۲۰۰۳   |
| ۲۰۶۲۹۲ | 2003 BR31   | ۲۷ ژانویه ۲۰۰۳  |
| ۲۰۶۲۹۳ | 2003 BH43   | ۲۷ ژانویه ۲۰۰۳  |
| ۲۰۶۲۹۴ | 2003 BH83   | ۳۱ ژانویه ۲۰۰۳  |
| ۲۰۶۲۹۵ | 2003 BQ86   | ۲۶ ژانویه ۲۰۰۳  |
| ۲۰۶۲۹۶ | 2003 CJ18   | ۸ فوریه ۲۰۰۳    |
| ۲۰۶۲۹۷ | 2003 DB3    | ۲۲ فوریه ۲۰۰۳   |
| ۲۰۶۲۹۸ | 2003 DO20   | ۲۲ فوریه ۲۰۰۳   |
| ۲۰۶۲۹۹ | 2003 EJ32   | ۷ مارس ۲۰۰۳     |
| ۲۰۶۳۰۰ | 2003 FX20   | ۲۳ مارس ۲۰۰۳    |
| ۲۰۶۳۰۱ | 2003 FH21   | ۲۴ مارس ۲۰۰۳    |
| ۲۰۶۳۰۲ | 2003 FJ106  | ۲۶ مارس ۲۰۰۳    |
| ۲۰۶۳۰۲ | 2003 HT     | ۲۱ آوریل ۲۰۰۳   |
| ۲۰۶۳۰۴ | 2003 HX3    | ۲۴ آوریل ۲۰۰۳   |
| ۲۰۶۳۰۵ | 2003 HZ3    | ۲۴ آوریل ۲۰۰۳   |
| ۲۰۶۳۰۶ | 2003 HT6    | ۲۴ آوریل ۲۰۰۳   |
| ۲۰۶۳۰۷ | 2003 HZ9    | ۲۵ آوریل ۲۰۰۳   |
| ۲۰۶۳۰۸ | 2003 HY12   | ۲۴ آوریل ۲۰۰۳   |
| ۲۰۶۳۰۹ | 2003 HJ32   | ۲۸ آوریل ۲۰۰۳   |
| ۲۰۶۳۱۰ | 2003 HG38   | ۲۹ آوریل ۲۰۰۳   |
| ۲۰۶۳۱۱ | 2003 HO42   | ۲۹ آوریل ۲۰۰۳   |
| ۲۰۶۳۱۲ | 2003 HX46   | ۲۸ آوریل ۲۰۰۳   |
| ۲۰۶۳۱۳ | 2003 JK6    | ۱ مه ۲۰۰۳       |
| ۲۰۶۳۱۴ | 2003 KS9    | ۲۵ مه ۲۰۰۳      |
| ۲۰۶۳۱۵ | 2003 KN13   | ۲۵ مه ۲۰۰۳      |
| ۲۰۶۳۱۶ | 2003 KL28   | ۲۱ مه ۲۰۰۳      |
| ۲۰۶۳۱۷ | 2003 KV36   | ۳۰ مه ۲۰۰۳      |
| ۲۰۶۳۱۸ | 2003 MN10   | ۲۳ ژوئن ۲۰۰۳    |
| ۲۰۶۳۱۹ | 2003 MC13   | ۲۵ ژوئن ۲۰۰۳    |
| ۲۰۶۳۱۹ | 2003 NT     | ۱ ژوئیه ۲۰۰۳    |
| ۲۰۶۳۲۱ | 2003 NJ8    | ۸ ژوئیه ۲۰۰۳    |
| ۲۰۶۳۲۲ | 2003 NV10   | ۳ ژوئیه ۲۰۰۳    |
| ۲۰۶۳۲۳ | 2003 NH11   | ۳ ژوئیه ۲۰۰۳    |
| ۲۰۶۳۲۳ | 2003 ON     | ۱۷ ژوئیه ۲۰۰۳   |
| ۲۰۶۳۲۵ | 2003 OG2    | ۲۲ ژوئیه ۲۰۰۳   |
| ۲۰۶۳۲۶ | 2003 OT3    | ۲۲ ژوئیه ۲۰۰۳   |
| ۲۰۶۳۲۷ | 2003 OY3    | ۲۲ ژوئیه ۲۰۰۳   |
| ۲۰۶۳۲۸ | 2003 OW4    | ۲۲ ژوئیه ۲۰۰۳   |
| ۲۰۶۳۲۹ | 2003 OB6    | ۲۴ ژوئیه ۲۰۰۳   |
| ۲۰۶۳۳۰ | 2003 OO6    | ۲۳ ژوئیه ۲۰۰۳   |
| ۲۰۶۳۳۱ | 2003 OK8    | ۲۶ ژوئیه ۲۰۰۳   |
| ۲۰۶۳۳۲ | 2003 OZ8    | ۲۳ ژوئیه ۲۰۰۳   |
| ۲۰۶۳۳۳ | 2003 OB10   | ۲۵ ژوئیه ۲۰۰۳   |
| ۲۰۶۳۳۴ | 2003 ON20   | ۳۱ ژوئیه ۲۰۰۳   |
| ۲۰۶۳۳۵ | 2003 OV22   | ۳۰ ژوئیه ۲۰۰۳   |
| ۲۰۶۳۳۶ | 2003 OC27   | ۲۴ ژوئیه ۲۰۰۳   |
| ۲۰۶۳۳۷ | 2003 OJ30   | ۲۴ ژوئیه ۲۰۰۳   |
| ۲۰۶۳۳۸ | 2003 OU30   | ۲۴ ژوئیه ۲۰۰۳   |
| ۲۰۶۳۳۹ | 2003 PN1    | ۱ اوت ۲۰۰۳      |
| ۲۰۶۳۴۰ | 2003 PW2    | ۲ اوت ۲۰۰۳      |
| ۲۰۶۳۴۱ | 2003 PO3    | ۲ اوت ۲۰۰۳      |
| ۲۰۶۳۴۲ | 2003 PQ6    | ۱ اوت ۲۰۰۳      |
| ۲۰۶۳۴۳ | 2003 PB7    | ۱ اوت ۲۰۰۳      |
| ۲۰۶۳۴۴ | 2003 PA8    | ۲ اوت ۲۰۰۳      |
| ۲۰۶۳۴۵ | 2003 PA9    | ۴ اوت ۲۰۰۳      |
| ۲۰۶۳۴۶ | 2003 PM9    | ۴ اوت ۲۰۰۳      |
| ۲۰۶۳۴۷ | 2003 QL1    | ۱۹ اوت ۲۰۰۳     |
| ۲۰۶۳۴۸ | 2003 QA12   | ۲۱ اوت ۲۰۰۳     |
| ۲۰۶۳۴۹ | 2003 QQ13   | ۲۲ اوت ۲۰۰۳     |
| ۲۰۶۳۵۰ | 2003 QA26   | ۲۲ اوت ۲۰۰۳     |
| ۲۰۶۳۵۱ | 2003 QC28   | ۲۲ اوت ۲۰۰۳     |
| ۲۰۶۳۵۲ | 2003 QT28   | ۲۲ اوت ۲۰۰۳     |
| ۲۰۶۳۵۳ | 2003 QL34   | ۲۲ اوت ۲۰۰۳     |
| ۲۰۶۳۵۴ | 2003 QF40   | ۲۲ اوت ۲۰۰۳     |
| ۲۰۶۳۵۵ | 2003 QS40   | ۲۲ اوت ۲۰۰۳     |
| ۲۰۶۳۵۶ | 2003 QX43   | ۲۲ اوت ۲۰۰۳     |
| ۲۰۶۳۵۷ | 2003 QJ44   | ۲۳ اوت ۲۰۰۳     |
| ۲۰۶۳۵۸ | 2003 QL44   | ۲۳ اوت ۲۰۰۳     |
| ۲۰۶۳۵۹ | 2003 QM47   | ۲۳ اوت ۲۰۰۳     |
| ۲۰۶۳۶۰ | 2003 QW50   | ۲۲ اوت ۲۰۰۳     |
| ۲۰۶۳۶۱ | 2003 QG52   | ۲۳ اوت ۲۰۰۳     |
| ۲۰۶۳۶۲ | 2003 QF56   | ۲۳ اوت ۲۰۰۳     |
| ۲۰۶۳۶۳ | 2003 QB57   | ۲۳ اوت ۲۰۰۳     |
| ۲۰۶۳۶۴ | 2003 QS61   | ۲۳ اوت ۲۰۰۳     |
| ۲۰۶۳۶۵ | 2003 QT64   | ۲۳ اوت ۲۰۰۳     |
| ۲۰۶۳۶۶ | 2003 QS65   | ۲۵ اوت ۲۰۰۳     |
| ۲۰۶۳۶۷ | 2003 QK68   | ۲۵ اوت ۲۰۰۳     |
| ۲۰۶۳۶۸ | 2003 QR70   | ۲۳ اوت ۲۰۰۳     |
| ۲۰۶۳۶۹ | 2003 QO71   | ۲۵ اوت ۲۰۰۳     |
| ۲۰۶۳۷۰ | 2003 QU86   | ۲۵ اوت ۲۰۰۳     |
| ۲۰۶۳۷۱ | 2003 QW87   | ۲۵ اوت ۲۰۰۳     |
| ۲۰۶۳۷۲ | 2003 QO89   | ۲۶ اوت ۲۰۰۳     |
| ۲۰۶۳۷۳ | 2003 QB99   | ۳۰ اوت ۲۰۰۳     |
| ۲۰۶۳۷۴ | 2003 QG103  | ۳۱ اوت ۲۰۰۳     |
| ۲۰۶۳۷۵ | 2003 QK105  | ۳۱ اوت ۲۰۰۳     |
| ۲۰۶۳۷۶ | 2003 QD108  | ۳۰ اوت ۲۰۰۳     |
| ۲۰۶۳۷۷ | 2003 QK114  | ۲۳ اوت ۲۰۰۳     |
| ۲۰۶۳۷۷ | 2003 RB     | ۱ سپتامبر ۲۰۰۳  |
| ۲۰۶۳۷۹ | 2003 RV5    | ۴ سپتامبر ۲۰۰۳  |
| ۲۰۶۳۸۰ | 2003 RT8    | ۱ سپتامبر ۲۰۰۳  |
| ۲۰۶۳۸۱ | 2003 RB9    | ۲ سپتامبر ۲۰۰۳  |
| ۲۰۶۳۸۲ | 2003 RU13   | ۱۵ سپتامبر ۲۰۰۳ |
| ۲۰۶۳۸۳ | 2003 RC16   | ۱۵ سپتامبر ۲۰۰۳ |
| ۲۰۶۳۸۴ | 2003 RJ17   | ۱۵ سپتامبر ۲۰۰۳ |
| ۲۰۶۳۸۵ | 2003 RZ17   | ۱۵ سپتامبر ۲۰۰۳ |
| ۲۰۶۳۸۶ | 2003 RR21   | ۱۳ سپتامبر ۲۰۰۳ |
| ۲۰۶۳۸۷ | 2003 RT23   | ۱۴ سپتامبر ۲۰۰۳ |
| ۲۰۶۳۸۸ | 2003 RF26   | ۳ سپتامبر ۲۰۰۳  |
| ۲۰۶۳۸۹ | 2003 SD7    | ۱۷ سپتامبر ۲۰۰۳ |
| ۲۰۶۳۹۰ | 2003 SY12   | ۱۶ سپتامبر ۲۰۰۳ |
| ۲۰۶۳۹۱ | 2003 SR14   | ۱۷ سپتامبر ۲۰۰۳ |
| ۲۰۶۳۹۲ | 2003 SD27   | ۱۸ سپتامبر ۲۰۰۳ |
| ۲۰۶۳۹۳ | 2003 SQ32   | ۱۷ سپتامبر ۲۰۰۳ |
| ۲۰۶۳۹۴ | 2003 SV32   | ۱۷ سپتامبر ۲۰۰۳ |
| ۲۰۶۳۹۵ | 2003 ST36   | ۱۸ سپتامبر ۲۰۰۳ |
| ۲۰۶۳۹۶ | 2003 SM37   | ۱۶ سپتامبر ۲۰۰۳ |
| ۲۰۶۳۹۷ | 2003 SS42   | ۱۶ سپتامبر ۲۰۰۳ |
| ۲۰۶۳۹۸ | 2003 SJ45   | ۱۶ سپتامبر ۲۰۰۳ |
| ۲۰۶۳۹۹ | 2003 SN49   | ۱۸ سپتامبر ۲۰۰۳ |
| ۲۰۶۴۰۰ | 2003 SW52   | ۱۹ سپتامبر ۲۰۰۳ |
| ۲۰۶۴۰۱ | 2003 SM54   | ۱۶ سپتامبر ۲۰۰۳ |
| ۲۰۶۴۰۲ | 2003 SQ58   | ۱۷ سپتامبر ۲۰۰۳ |
| ۲۰۶۴۰۳ | 2003 SF63   | ۱۷ سپتامبر ۲۰۰۳ |
| ۲۰۶۴۰۴ | 2003 SM63   | ۱۷ سپتامبر ۲۰۰۳ |
| ۲۰۶۴۰۵ | 2003 SA72   | ۱۸ سپتامبر ۲۰۰۳ |
| ۲۰۶۴۰۶ | 2003 SH89   | ۱۸ سپتامبر ۲۰۰۳ |
| ۲۰۶۴۰۷ | 2003 SB90   | ۱۸ سپتامبر ۲۰۰۳ |
| ۲۰۶۴۰۸ | 2003 SH95   | ۱۹ سپتامبر ۲۰۰۳ |
| ۲۰۶۴۰۹ | 2003 ST95   | ۱۹ سپتامبر ۲۰۰۳ |
| ۲۰۶۴۱۰ | 2003 SE99   | ۱۹ سپتامبر ۲۰۰۳ |
| ۲۰۶۴۱۱ | 2003 SS100  | ۲۰ سپتامبر ۲۰۰۳ |
| ۲۰۶۴۱۲ | 2003 SY104  | ۲۰ سپتامبر ۲۰۰۳ |
| ۲۰۶۴۱۳ | 2003 SO111  | ۲۰ سپتامبر ۲۰۰۳ |
| ۲۰۶۴۱۴ | 2003 SZ113  | ۱۶ سپتامبر ۲۰۰۳ |
| ۲۰۶۴۱۵ | 2003 SM116  | ۱۶ سپتامبر ۲۰۰۳ |
| ۲۰۶۴۱۶ | 2003 SO118  | ۱۶ سپتامبر ۲۰۰۳ |
| ۲۰۶۴۱۷ | 2003 SP132  | ۱۹ سپتامبر ۲۰۰۳ |
| ۲۰۶۴۱۸ | 2003 SD137  | ۲۰ سپتامبر ۲۰۰۳ |
| ۲۰۶۴۱۹ | 2003 SS137  | ۲۱ سپتامبر ۲۰۰۳ |
| ۲۰۶۴۲۰ | 2003 SG140  | ۱۹ سپتامبر ۲۰۰۳ |
| ۲۰۶۴۲۱ | 2003 ST141  | ۲۰ سپتامبر ۲۰۰۳ |
| ۲۰۶۴۲۲ | 2003 SQ146  | ۲۰ سپتامبر ۲۰۰۳ |
| ۲۰۶۴۲۳ | 2003 SG148  | ۱۶ سپتامبر ۲۰۰۳ |
| ۲۰۶۴۲۴ | 2003 SX149  | ۱۷ سپتامبر ۲۰۰۳ |
| ۲۰۶۴۲۵ | 2003 SU157  | ۲۰ سپتامبر ۲۰۰۳ |
| ۲۰۶۴۲۶ | 2003 SP166  | ۲۱ سپتامبر ۲۰۰۳ |
| ۲۰۶۴۲۷ | 2003 SZ168  | ۲۳ سپتامبر ۲۰۰۳ |
| ۲۰۶۴۲۸ | 2003 SV170  | ۲۱ سپتامبر ۲۰۰۳ |
| ۲۰۶۴۲۹ | 2003 SZ174  | ۱۸ سپتامبر ۲۰۰۳ |
| ۲۰۶۴۳۰ | 2003 SH178  | ۱۹ سپتامبر ۲۰۰۳ |
| ۲۰۶۴۳۱ | 2003 SY180  | ۲۰ سپتامبر ۲۰۰۳ |
| ۲۰۶۴۳۲ | 2003 SY181  | ۲۰ سپتامبر ۲۰۰۳ |
| ۲۰۶۴۳۳ | 2003 SK188  | ۲۲ سپتامبر ۲۰۰۳ |
| ۲۰۶۴۳۴ | 2003 SF195  | ۲۰ سپتامبر ۲۰۰۳ |
| ۲۰۶۴۳۵ | 2003 SR196  | ۲۰ سپتامبر ۲۰۰۳ |
| ۲۰۶۴۳۶ | 2003 SE198  | ۲۱ سپتامبر ۲۰۰۳ |
| ۲۰۶۴۳۷ | 2003 SW198  | ۲۱ سپتامبر ۲۰۰۳ |
| ۲۰۶۴۳۸ | 2003 SS204  | ۲۲ سپتامبر ۲۰۰۳ |
| ۲۰۶۴۳۹ | 2003 SE207  | ۲۶ سپتامبر ۲۰۰۳ |
| ۲۰۶۴۴۰ | 2003 SC210  | ۲۵ سپتامبر ۲۰۰۳ |
| ۲۰۶۴۴۱ | 2003 SY220  | ۲۹ سپتامبر ۲۰۰۳ |
| ۲۰۶۴۴۲ | 2003 SY233  | ۲۵ سپتامبر ۲۰۰۳ |
| ۲۰۶۴۴۳ | 2003 SY234  | ۲۶ سپتامبر ۲۰۰۳ |
| ۲۰۶۴۴۴ | 2003 SJ235  | ۲۷ سپتامبر ۲۰۰۳ |
| ۲۰۶۴۴۵ | 2003 SL246  | ۲۶ سپتامبر ۲۰۰۳ |
| ۲۰۶۴۴۶ | 2003 SU260  | ۲۷ سپتامبر ۲۰۰۳ |
| ۲۰۶۴۴۷ | 2003 SN268  | ۲۹ سپتامبر ۲۰۰۳ |
| ۲۰۶۴۴۸ | 2003 SY271  | ۲۶ سپتامبر ۲۰۰۳ |
| ۲۰۶۴۴۹ | 2003 SJ274  | ۲۸ سپتامبر ۲۰۰۳ |
| ۲۰۶۴۵۰ | 2003 SG279  | ۳۰ سپتامبر ۲۰۰۳ |
| ۲۰۶۴۵۱ | 2003 SD302  | ۱۷ سپتامبر ۲۰۰۳ |
| ۲۰۶۴۵۲ | 2003 SA309  | ۳۰ سپتامبر ۲۰۰۳ |
| ۲۰۶۴۵۳ | 2003 SE314  | ۲۱ سپتامبر ۲۰۰۳ |
| ۲۰۶۴۵۴ | 2003 SK318  | ۱۷ سپتامبر ۲۰۰۳ |
| ۲۰۶۴۵۵ | 2003 SM319  | ۲۱ سپتامبر ۲۰۰۳ |
| ۲۰۶۴۵۶ | 2003 SJ321  | ۲۰ سپتامبر ۲۰۰۳ |
| ۲۰۶۴۵۷ | 2003 SV356  | ۱۸ سپتامبر ۲۰۰۳ |
| ۲۰۶۴۵۷ | 2003 TM     | ۳ اکتبر ۲۰۰۳    |
| ۲۰۶۴۵۹ | 2003 TD5    | ۲ اکتبر ۲۰۰۳    |
| ۲۰۶۴۶۰ | 2003 TY6    | ۱ اکتبر ۲۰۰۳    |
| ۲۰۶۴۶۱ | 2003 TE7    | ۱ اکتبر ۲۰۰۳    |
| ۲۰۶۴۶۲ | 2003 TN10   | ۱۵ اکتبر ۲۰۰۳   |
| ۲۰۶۴۶۳ | 2003 TW14   | ۱۴ اکتبر ۲۰۰۳   |
| ۲۰۶۴۶۴ | 2003 TM15   | ۱۵ اکتبر ۲۰۰۳   |
| ۲۰۶۴۶۵ | 2003 TA18   | ۱۴ اکتبر ۲۰۰۳   |
| ۲۰۶۴۶۶ | 2003 TZ41   | ۲ اکتبر ۲۰۰۳    |
| ۲۰۶۴۶۷ | 2003 TY58   | ۲ اکتبر ۲۰۰۳    |
| ۲۰۶۴۶۷ | 2003 UY     | ۱۶ اکتبر ۲۰۰۳   |
| ۲۰۶۴۶۹ | 2003 UD2    | ۱۶ اکتبر ۲۰۰۳   |
| ۲۰۶۴۷۰ | 2003 UQ2    | ۱۶ اکتبر ۲۰۰۳   |
| ۲۰۶۴۷۱ | 2003 US8    | ۱۶ اکتبر ۲۰۰۳   |
| ۲۰۶۴۷۲ | 2003 UX11   | ۱۷ اکتبر ۲۰۰۳   |
| ۲۰۶۴۷۳ | 2003 UZ22   | ۱۹ اکتبر ۲۰۰۳   |
| ۲۰۶۴۷۴ | 2003 UU34   | ۱۸ اکتبر ۲۰۰۳   |
| ۲۰۶۴۷۵ | 2003 UP48   | ۱۶ اکتبر ۲۰۰۳   |
| ۲۰۶۴۷۶ | 2003 UU49   | ۱۶ اکتبر ۲۰۰۳   |
| ۲۰۶۴۷۷ | 2003 UV50   | ۱۸ اکتبر ۲۰۰۳   |
| ۲۰۶۴۷۸ | 2003 UO51   | ۱۸ اکتبر ۲۰۰۳   |
| ۲۰۶۴۷۹ | 2003 UV51   | ۱۸ اکتبر ۲۰۰۳   |
| ۲۰۶۴۸۰ | 2003 UW52   | ۱۸ اکتبر ۲۰۰۳   |
| ۲۰۶۴۸۱ | 2003 UL58   | ۱۶ اکتبر ۲۰۰۳   |
| ۲۰۶۴۸۲ | 2003 UX64   | ۱۶ اکتبر ۲۰۰۳   |
| ۲۰۶۴۸۳ | 2003 UU65   | ۱۶ اکتبر ۲۰۰۳   |
| ۲۰۶۴۸۴ | 2003 UJ66   | ۱۶ اکتبر ۲۰۰۳   |
| ۲۰۶۴۸۵ | 2003 UP66   | ۱۶ اکتبر ۲۰۰۳   |
| ۲۰۶۴۸۶ | 2003 US66   | ۱۶ اکتبر ۲۰۰۳   |
| ۲۰۶۴۸۷ | 2003 UG68   | ۱۶ اکتبر ۲۰۰۳   |
| ۲۰۶۴۸۸ | 2003 UJ74   | ۱۶ اکتبر ۲۰۰۳   |
| ۲۰۶۴۸۹ | 2003 UO74   | ۱۷ اکتبر ۲۰۰۳   |
| ۲۰۶۴۹۰ | 2003 UX76   | ۱۷ اکتبر ۲۰۰۳   |
| ۲۰۶۴۹۱ | 2003 UW79   | ۱۶ اکتبر ۲۰۰۳   |
| ۲۰۶۴۹۲ | 2003 UW80   | ۱۶ اکتبر ۲۰۰۳   |
| ۲۰۶۴۹۳ | 2003 UX80   | ۱۶ اکتبر ۲۰۰۳   |
| ۲۰۶۴۹۴ | 2003 UQ84   | ۱۸ اکتبر ۲۰۰۳   |
| ۲۰۶۴۹۵ | 2003 UG85   | ۱۸ اکتبر ۲۰۰۳   |
| ۲۰۶۴۹۶ | 2003 UC95   | ۱۸ اکتبر ۲۰۰۳   |
| ۲۰۶۴۹۷ | 2003 UR100  | ۱۹ اکتبر ۲۰۰۳   |
| ۲۰۶۴۹۸ | 2003 UT100  | ۱۹ اکتبر ۲۰۰۳   |
| ۲۰۶۴۹۹ | 2003 UV100  | ۲۰ اکتبر ۲۰۰۳   |
| ۲۰۶۵۰۰ | 2003 UQ103  | ۲۰ اکتبر ۲۰۰۳   |
| ۲۰۶۵۰۱ | 2003 UD109  | ۱۹ اکتبر ۲۰۰۳   |
| ۲۰۶۵۰۲ | 2003 UK113  | ۲۰ اکتبر ۲۰۰۳   |
| ۲۰۶۵۰۳ | 2003 UB115  | ۲۰ اکتبر ۲۰۰۳   |
| ۲۰۶۵۰۴ | 2003 UN116  | ۲۱ اکتبر ۲۰۰۳   |
| ۲۰۶۵۰۵ | 2003 UR116  | ۲۱ اکتبر ۲۰۰۳   |
| ۲۰۶۵۰۶ | 2003 UJ118  | ۱۷ اکتبر ۲۰۰۳   |
| ۲۰۶۵۰۷ | 2003 UV119  | ۱۸ اکتبر ۲۰۰۳   |
| ۲۰۶۵۰۸ | 2003 UP122  | ۱۹ اکتبر ۲۰۰۳   |
| ۲۰۶۵۰۹ | 2003 UX124  | ۲۰ اکتبر ۲۰۰۳   |
| ۲۰۶۵۱۰ | 2003 UU126  | ۲۰ اکتبر ۲۰۰۳   |
| ۲۰۶۵۱۱ | 2003 UW126  | ۲۰ اکتبر ۲۰۰۳   |
| ۲۰۶۵۱۲ | 2003 UL127  | ۲۱ اکتبر ۲۰۰۳   |
| ۲۰۶۵۱۳ | 2003 UT129  | ۱۸ اکتبر ۲۰۰۳   |
| ۲۰۶۵۱۴ | 2003 UK132  | ۱۹ اکتبر ۲۰۰۳   |
| ۲۰۶۵۱۵ | 2003 UB133  | ۱۹ اکتبر ۲۰۰۳   |
| ۲۰۶۵۱۶ | 2003 UW133  | ۲۰ اکتبر ۲۰۰۳   |
| ۲۰۶۵۱۷ | 2003 UX134  | ۲۰ اکتبر ۲۰۰۳   |
| ۲۰۶۵۱۸ | 2003 UD138  | ۲۱ اکتبر ۲۰۰۳   |
| ۲۰۶۵۱۹ | 2003 UF138  | ۲۱ اکتبر ۲۰۰۳   |
| ۲۰۶۵۲۰ | 2003 UM141  | ۱۸ اکتبر ۲۰۰۳   |
| ۲۰۶۵۲۱ | 2003 UH143  | ۱۸ اکتبر ۲۰۰۳   |
| ۲۰۶۵۲۲ | 2003 UL145  | ۱۸ اکتبر ۲۰۰۳   |
| ۲۰۶۵۲۳ | 2003 UT145  | ۱۸ اکتبر ۲۰۰۳   |
| ۲۰۶۵۲۴ | 2003 UQ156  | ۲۰ اکتبر ۲۰۰۳   |
| ۲۰۶۵۲۵ | 2003 UN159  | ۲۰ اکتبر ۲۰۰۳   |
| ۲۰۶۵۲۶ | 2003 UR159  | ۲۰ اکتبر ۲۰۰۳   |
| ۲۰۶۵۲۷ | 2003 UD162  | ۲۱ اکتبر ۲۰۰۳   |
| ۲۰۶۵۲۸ | 2003 US162  | ۲۱ اکتبر ۲۰۰۳   |
| ۲۰۶۵۲۹ | 2003 UM168  | ۲۲ اکتبر ۲۰۰۳   |
| ۲۰۶۵۳۰ | 2003 UQ168  | ۲۲ اکتبر ۲۰۰۳   |
| ۲۰۶۵۳۱ | 2003 UP173  | ۲۰ اکتبر ۲۰۰۳   |
| ۲۰۶۵۳۲ | 2003 UJ174  | ۲۱ اکتبر ۲۰۰۳   |
| ۲۰۶۵۳۳ | 2003 UN174  | ۲۱ اکتبر ۲۰۰۳   |
| ۲۰۶۵۳۴ | 2003 UL176  | ۲۱ اکتبر ۲۰۰۳   |
| ۲۰۶۵۳۵ | 2003 UJ184  | ۲۱ اکتبر ۲۰۰۳   |
| ۲۰۶۵۳۶ | 2003 UK187  | ۲۲ اکتبر ۲۰۰۳   |
| ۲۰۶۵۳۷ | 2003 UY187  | ۲۲ اکتبر ۲۰۰۳   |
| ۲۰۶۵۳۸ | 2003 UJ194  | ۲۰ اکتبر ۲۰۰۳   |
| ۲۰۶۵۳۹ | 2003 UM195  | ۲۰ اکتبر ۲۰۰۳   |
| ۲۰۶۵۴۰ | 2003 UH196  | ۲۱ اکتبر ۲۰۰۳   |
| ۲۰۶۵۴۱ | 2003 UV196  | ۲۱ اکتبر ۲۰۰۳   |
| ۲۰۶۵۴۲ | 2003 UB198  | ۲۱ اکتبر ۲۰۰۳   |
| ۲۰۶۵۴۳ | 2003 UN198  | ۲۱ اکتبر ۲۰۰۳   |
| ۲۰۶۵۴۴ | 2003 UE199  | ۲۱ اکتبر ۲۰۰۳   |
| ۲۰۶۵۴۵ | 2003 UH204  | ۲۱ اکتبر ۲۰۰۳   |
| ۲۰۶۵۴۶ | 2003 UT206  | ۲۲ اکتبر ۲۰۰۳   |
| ۲۰۶۵۴۷ | 2003 UO217  | ۲۱ اکتبر ۲۰۰۳   |
| ۲۰۶۵۴۸ | 2003 UY217  | ۲۱ اکتبر ۲۰۰۳   |
| ۲۰۶۵۴۹ | 2003 UW219  | ۲۱ اکتبر ۲۰۰۳   |
| ۲۰۶۵۵۰ | 2003 UH223  | ۲۲ اکتبر ۲۰۰۳   |
| ۲۰۶۵۵۱ | 2003 UW234  | ۲۴ اکتبر ۲۰۰۳   |
| ۲۰۶۵۵۲ | 2003 UW235  | ۲۲ اکتبر ۲۰۰۳   |
| ۲۰۶۵۵۳ | 2003 UO237  | ۲۳ اکتبر ۲۰۰۳   |
| ۲۰۶۵۵۴ | 2003 UG241  | ۲۴ اکتبر ۲۰۰۳   |
| ۲۰۶۵۵۵ | 2003 UP250  | ۲۵ اکتبر ۲۰۰۳   |
| ۲۰۶۵۵۶ | 2003 US250  | ۲۵ اکتبر ۲۰۰۳   |
| ۲۰۶۵۵۷ | 2003 UV250  | ۲۵ اکتبر ۲۰۰۳   |
| ۲۰۶۵۵۸ | 2003 UB254  | ۲۴ اکتبر ۲۰۰۳   |
| ۲۰۶۵۵۹ | 2003 UL256  | ۲۵ اکتبر ۲۰۰۳   |
| ۲۰۶۵۶۰ | 2003 UG258  | ۲۵ اکتبر ۲۰۰۳   |
| ۲۰۶۵۶۱ | 2003 UQ258  | ۲۵ اکتبر ۲۰۰۳   |
| ۲۰۶۵۶۲ | 2003 UU261  | ۲۶ اکتبر ۲۰۰۳   |
| ۲۰۶۵۶۳ | 2003 UO265  | ۲۷ اکتبر ۲۰۰۳   |
| ۲۰۶۵۶۴ | 2003 UL268  | ۲۸ اکتبر ۲۰۰۳   |
| ۲۰۶۵۶۵ | 2003 UJ270  | ۱۶ اکتبر ۲۰۰۳   |
| ۲۰۶۵۶۶ | 2003 UT274  | ۳۰ اکتبر ۲۰۰۳   |
| ۲۰۶۵۶۷ | 2003 UA275  | ۲۹ اکتبر ۲۰۰۳   |
| ۲۰۶۵۶۸ | 2003 UX279  | ۲۷ اکتبر ۲۰۰۳   |
| ۲۰۶۵۶۹ | 2003 UX280  | ۲۸ اکتبر ۲۰۰۳   |
| ۲۰۶۵۷۰ | 2003 UR298  | ۱۶ اکتبر ۲۰۰۳   |
| ۲۰۶۵۷۱ | 2003 UT307  | ۱۸ اکتبر ۲۰۰۳   |
| ۲۰۶۵۷۲ | 2003 UK309  | ۱۹ اکتبر ۲۰۰۳   |
| ۲۰۶۵۷۳ | 2003 UU314  | ۱۷ اکتبر ۲۰۰۳   |
| ۲۰۶۵۷۳ | 2003 VC     | ۳ نوامبر ۲۰۰۳   |
| ۲۰۶۵۷۵ | 2003 VT5    | ۱۵ نوامبر ۲۰۰۳  |
| ۲۰۶۵۷۶ | 2003 VE8    | ۱۴ نوامبر ۲۰۰۳  |
| ۲۰۶۵۷۷ | 2003 VW10   | ۱۵ نوامبر ۲۰۰۳  |
| ۲۰۶۵۷۷ | 2003 WQ     | ۱۶ نوامبر ۲۰۰۳  |
| ۲۰۶۵۷۹ | 2003 WX2    | ۱۶ نوامبر ۲۰۰۳  |
| ۲۰۶۵۸۰ | 2003 WU3    | ۱۶ نوامبر ۲۰۰۳  |
| ۲۰۶۵۸۱ | 2003 WT7    | ۱۸ نوامبر ۲۰۰۳  |
| ۲۰۶۵۸۲ | 2003 WV7    | ۱۹ نوامبر ۲۰۰۳  |
| ۲۰۶۵۸۳ | 2003 WA10   | ۱۸ نوامبر ۲۰۰۳  |
| ۲۰۶۵۸۴ | 2003 WJ13   | ۱۶ نوامبر ۲۰۰۳  |
| ۲۰۶۵۸۵ | 2003 WM13   | ۱۶ نوامبر ۲۰۰۳  |
| ۲۰۶۵۸۶ | 2003 WO17   | ۱۸ نوامبر ۲۰۰۳  |
| ۲۰۶۵۸۷ | 2003 WJ20   | ۱۹ نوامبر ۲۰۰۳  |
| ۲۰۶۵۸۸ | 2003 WP22   | ۲۰ نوامبر ۲۰۰۳  |
| ۲۰۶۵۸۹ | 2003 WU27   | ۱۶ نوامبر ۲۰۰۳  |
| ۲۰۶۵۹۰ | 2003 WU28   | ۱۸ نوامبر ۲۰۰۳  |
| ۲۰۶۵۹۱ | 2003 WV31   | ۱۸ نوامبر ۲۰۰۳  |
| ۲۰۶۵۹۲ | 2003 WW31   | ۱۸ نوامبر ۲۰۰۳  |
| ۲۰۶۵۹۳ | 2003 WN34   | ۱۹ نوامبر ۲۰۰۳  |
| ۲۰۶۵۹۴ | 2003 WY37   | ۱۹ نوامبر ۲۰۰۳  |
| ۲۰۶۵۹۵ | 2003 WN39   | ۱۹ نوامبر ۲۰۰۳  |
| ۲۰۶۵۹۶ | 2003 WA41   | ۱۹ نوامبر ۲۰۰۳  |
| ۲۰۶۵۹۷ | 2003 WC44   | ۱۹ نوامبر ۲۰۰۳  |
| ۲۰۶۵۹۸ | 2003 WX44   | ۱۹ نوامبر ۲۰۰۳  |
| ۲۰۶۵۹۹ | 2003 WE49   | ۱۹ نوامبر ۲۰۰۳  |
| ۲۰۶۶۰۰ | 2003 WE53   | ۲۰ نوامبر ۲۰۰۳  |
| ۲۰۶۶۰۱ | 2003 WE54   | ۲۰ نوامبر ۲۰۰۳  |
| ۲۰۶۶۰۲ | 2003 WB55   | ۲۰ نوامبر ۲۰۰۳  |
| ۲۰۶۶۰۳ | 2003 WG55   | ۲۰ نوامبر ۲۰۰۳  |
| ۲۰۶۶۰۴ | 2003 WJ61   | ۱۹ نوامبر ۲۰۰۳  |
| ۲۰۶۶۰۵ | 2003 WY64   | ۱۹ نوامبر ۲۰۰۳  |
| ۲۰۶۶۰۶ | 2003 WO66   | ۱۹ نوامبر ۲۰۰۳  |
| ۲۰۶۶۰۷ | 2003 WD69   | ۱۹ نوامبر ۲۰۰۳  |
| ۲۰۶۶۰۸ | 2003 WN76   | ۱۹ نوامبر ۲۰۰۳  |
| ۲۰۶۶۰۹ | 2003 WC77   | ۱۹ نوامبر ۲۰۰۳  |
| ۲۰۶۶۱۰ | 2003 WF78   | ۲۰ نوامبر ۲۰۰۳  |
| ۲۰۶۶۱۱ | 2003 WZ79   | ۲۰ نوامبر ۲۰۰۳  |
| ۲۰۶۶۱۲ | 2003 WN94   | ۱۹ نوامبر ۲۰۰۳  |
| ۲۰۶۶۱۳ | 2003 WO100  | ۲۰ نوامبر ۲۰۰۳  |
| ۲۰۶۶۱۴ | 2003 WN103  | ۲۱ نوامبر ۲۰۰۳  |
| ۲۰۶۶۱۵ | 2003 WX107  | ۲۴ نوامبر ۲۰۰۳  |
| ۲۰۶۶۱۶ | 2003 WK110  | ۲۰ نوامبر ۲۰۰۳  |
| ۲۰۶۶۱۷ | 2003 WX110  | ۲۰ نوامبر ۲۰۰۳  |
| ۲۰۶۶۱۸ | 2003 WX114  | ۲۰ نوامبر ۲۰۰۳  |
| ۲۰۶۶۱۹ | 2003 WS117  | ۲۰ نوامبر ۲۰۰۳  |
| ۲۰۶۶۲۰ | 2003 WW123  | ۲۰ نوامبر ۲۰۰۳  |
| ۲۰۶۶۲۱ | 2003 WY123  | ۲۰ نوامبر ۲۰۰۳  |
| ۲۰۶۶۲۲ | 2003 WT140  | ۲۱ نوامبر ۲۰۰۳  |
| ۲۰۶۶۲۳ | 2003 WA141  | ۲۱ نوامبر ۲۰۰۳  |
| ۲۰۶۶۲۴ | 2003 WR142  | ۲۱ نوامبر ۲۰۰۳  |
| ۲۰۶۶۲۵ | 2003 WW142  | ۲۳ نوامبر ۲۰۰۳  |
| ۲۰۶۶۲۶ | 2003 WM145  | ۲۱ نوامبر ۲۰۰۳  |
| ۲۰۶۶۲۷ | 2003 WO146  | ۲۳ نوامبر ۲۰۰۳  |
| ۲۰۶۶۲۸ | 2003 WE151  | ۲۴ نوامبر ۲۰۰۳  |
| ۲۰۶۶۲۹ | 2003 WT154  | ۲۶ نوامبر ۲۰۰۳  |
| ۲۰۶۶۳۰ | 2003 WK159  | ۲۹ نوامبر ۲۰۰۳  |
| ۲۰۶۶۳۱ | 2003 WO161  | ۳۰ نوامبر ۲۰۰۳  |
| ۲۰۶۶۳۲ | 2003 WD167  | ۱۸ نوامبر ۲۰۰۳  |
| ۲۰۶۶۳۳ | 2003 WO170  | ۲۰ نوامبر ۲۰۰۳  |
| ۲۰۶۶۳۴ | 2003 WA171  | ۲۱ نوامبر ۲۰۰۳  |
| ۲۰۶۶۳۵ | 2003 WS171  | ۲۹ نوامبر ۲۰۰۳  |
| ۲۰۶۶۳۶ | 2003 WX171  | ۲۹ نوامبر ۲۰۰۳  |
| ۲۰۶۶۳۷ | 2003 WR172  | ۳۰ نوامبر ۲۰۰۳  |
| ۲۰۶۶۳۸ | 2003 WA190  | ۲۴ نوامبر ۲۰۰۳  |
| ۲۰۶۶۳۹ | 2003 WJ190  | ۲۴ نوامبر ۲۰۰۳  |
| ۲۰۶۶۴۰ | 2003 XS5    | ۳ دسامبر ۲۰۰۳   |
| ۲۰۶۶۴۱ | 2003 XJ8    | ۴ دسامبر ۲۰۰۳   |
| ۲۰۶۶۴۲ | 2003 XH13   | ۱۴ دسامبر ۲۰۰۳  |
| ۲۰۶۶۴۳ | 2003 XL13   | ۱۴ دسامبر ۲۰۰۳  |
| ۲۰۶۶۴۴ | 2003 XM21   | ۱۴ دسامبر ۲۰۰۳  |
| ۲۰۶۶۴۵ | 2003 XZ34   | ۳ دسامبر ۲۰۰۳   |
| ۲۰۶۶۴۶ | 2003 YG3    | ۱۹ دسامبر ۲۰۰۳  |
| ۲۰۶۶۴۷ | 2003 YL6    | ۱۷ دسامبر ۲۰۰۳  |
| ۲۰۶۶۴۸ | 2003 YL9    | ۱۶ دسامبر ۲۰۰۳  |
| ۲۰۶۶۴۹ | 2003 YD18   | ۱۶ دسامبر ۲۰۰۳  |
| ۲۰۶۶۵۰ | 2003 YP23   | ۱۷ دسامبر ۲۰۰۳  |
| ۲۰۶۶۵۱ | 2003 YU24   | ۱۸ دسامبر ۲۰۰۳  |
| ۲۰۶۶۵۲ | 2003 YH25   | ۱۸ دسامبر ۲۰۰۳  |
| ۲۰۶۶۵۳ | 2003 YQ26   | ۱۸ دسامبر ۲۰۰۳  |
| ۲۰۶۶۵۴ | 2003 YX27   | ۱۷ دسامبر ۲۰۰۳  |
| ۲۰۶۶۵۵ | 2003 YN35   | ۱۹ دسامبر ۲۰۰۳  |
| ۲۰۶۶۵۶ | 2003 YD37   | ۱۷ دسامبر ۲۰۰۳  |
| ۲۰۶۶۵۷ | 2003 YF39   | ۱۹ دسامبر ۲۰۰۳  |
| ۲۰۶۶۵۸ | 2003 YW39   | ۱۹ دسامبر ۲۰۰۳  |
| ۲۰۶۶۵۹ | 2003 YD44   | ۱۹ دسامبر ۲۰۰۳  |
| ۲۰۶۶۶۰ | 2003 YL50   | ۱۸ دسامبر ۲۰۰۳  |
| ۲۰۶۶۶۱ | 2003 YP60   | ۱۹ دسامبر ۲۰۰۳  |
| ۲۰۶۶۶۲ | 2003 YB64   | ۱۹ دسامبر ۲۰۰۳  |
| ۲۰۶۶۶۳ | 2003 YF66   | ۲۰ دسامبر ۲۰۰۳  |
| ۲۰۶۶۶۴ | 2003 YL71   | ۱۸ دسامبر ۲۰۰۳  |
| ۲۰۶۶۶۵ | 2003 YZ72   | ۱۸ دسامبر ۲۰۰۳  |
| ۲۰۶۶۶۶ | 2003 YA78   | ۱۸ دسامبر ۲۰۰۳  |
| ۲۰۶۶۶۷ | 2003 YJ82   | ۱۸ دسامبر ۲۰۰۳  |
| ۲۰۶۶۶۸ | 2003 YE85   | ۱۹ دسامبر ۲۰۰۳  |
| ۲۰۶۶۶۹ | 2003 YY86   | ۱۹ دسامبر ۲۰۰۳  |
| ۲۰۶۶۷۰ | 2003 YL89   | ۱۹ دسامبر ۲۰۰۳  |
| ۲۰۶۶۷۱ | 2003 YK95   | ۱۹ دسامبر ۲۰۰۳  |
| ۲۰۶۶۷۲ | 2003 YR107  | ۲۳ دسامبر ۲۰۰۳  |
| ۲۰۶۶۷۳ | 2003 YC111  | ۲۷ دسامبر ۲۰۰۳  |
| ۲۰۶۶۷۴ | 2003 YX111  | ۲۳ دسامبر ۲۰۰۳  |
| ۲۰۶۶۷۵ | 2003 YB114  | ۲۵ دسامبر ۲۰۰۳  |
| ۲۰۶۶۷۶ | 2003 YF125  | ۲۷ دسامبر ۲۰۰۳  |
| ۲۰۶۶۷۷ | 2003 YT126  | ۲۷ دسامبر ۲۰۰۳  |
| ۲۰۶۶۷۸ | 2003 YY129  | ۲۷ دسامبر ۲۰۰۳  |
| ۲۰۶۶۷۹ | 2003 YJ131  | ۲۸ دسامبر ۲۰۰۳  |
| ۲۰۶۶۸۰ | 2003 YU132  | ۲۸ دسامبر ۲۰۰۳  |
| ۲۰۶۶۸۱ | 2003 YD135  | ۲۸ دسامبر ۲۰۰۳  |
| ۲۰۶۶۸۲ | 2003 YQ135  | ۲۸ دسامبر ۲۰۰۳  |
| ۲۰۶۶۸۳ | 2003 YJ140  | ۲۸ دسامبر ۲۰۰۳  |
| ۲۰۶۶۸۴ | 2003 YE142  | ۲۸ دسامبر ۲۰۰۳  |
| ۲۰۶۶۸۵ | 2003 YM143  | ۲۸ دسامبر ۲۰۰۳  |
| ۲۰۶۶۸۶ | 2003 YM144  | ۲۸ دسامبر ۲۰۰۳  |
| ۲۰۶۶۸۷ | 2003 YC148  | ۲۹ دسامبر ۲۰۰۳  |
| ۲۰۶۶۸۸ | 2003 YO154  | ۲۹ دسامبر ۲۰۰۳  |
| ۲۰۶۶۸۹ | 2003 YK155  | ۳۰ دسامبر ۲۰۰۳  |
| ۲۰۶۶۹۰ | 2003 YL156  | ۱۶ دسامبر ۲۰۰۳  |
| ۲۰۶۶۹۱ | 2003 YP156  | ۱۶ دسامبر ۲۰۰۳  |
| ۲۰۶۶۹۲ | 2003 YT156  | ۱۶ دسامبر ۲۰۰۳  |
| ۲۰۶۶۹۳ | 2003 YA163  | ۱۷ دسامبر ۲۰۰۳  |
| ۲۰۶۶۹۴ | 2003 YJ170  | ۱۸ دسامبر ۲۰۰۳  |
| ۲۰۶۶۹۵ | 2004 AH2    | ۱۳ ژانویه ۲۰۰۴  |
| ۲۰۶۶۹۶ | 2004 AO2    | ۱۳ ژانویه ۲۰۰۴  |
| ۲۰۶۶۹۷ | 2004 AZ8    | ۱۴ ژانویه ۲۰۰۴  |
| ۲۰۶۶۹۸ | 2004 AD13   | ۱۳ ژانویه ۲۰۰۴  |
| ۲۰۶۶۹۹ | 2004 BZ1    | ۱۶ ژانویه ۲۰۰۴  |
| ۲۰۶۷۰۰ | 2004 BC2    | ۱۶ ژانویه ۲۰۰۴  |
| ۲۰۶۷۰۱ | 2004 BD3    | ۱۶ ژانویه ۲۰۰۴  |
| ۲۰۶۷۰۲ | 2004 BR11   | ۱۶ ژانویه ۲۰۰۴  |
| ۲۰۶۷۰۳ | 2004 BP19   | ۱۷ ژانویه ۲۰۰۴  |
| ۲۰۶۷۰۴ | 2004 BJ31   | ۱۹ ژانویه ۲۰۰۴  |
| ۲۰۶۷۰۵ | 2004 BH33   | ۱۹ ژانویه ۲۰۰۴  |
| ۲۰۶۷۰۶ | 2004 BD34   | ۱۹ ژانویه ۲۰۰۴  |
| ۲۰۶۷۰۷ | 2004 BK35   | ۱۹ ژانویه ۲۰۰۴  |
| ۲۰۶۷۰۸ | 2004 BS35   | ۱۹ ژانویه ۲۰۰۴  |
| ۲۰۶۷۰۹ | 2004 BW36   | ۱۹ ژانویه ۲۰۰۴  |
| ۲۰۶۷۱۰ | 2004 BK37   | ۱۹ ژانویه ۲۰۰۴  |
| ۲۰۶۷۱۱ | 2004 BO39   | ۲۱ ژانویه ۲۰۰۴  |
| ۲۰۶۷۱۲ | 2004 BS41   | ۱۹ ژانویه ۲۰۰۴  |
| ۲۰۶۷۱۳ | 2004 BZ41   | ۱۹ ژانویه ۲۰۰۴  |
| ۲۰۶۷۱۴ | 2004 BK47   | ۲۱ ژانویه ۲۰۰۴  |
| ۲۰۶۷۱۵ | 2004 BP50   | ۲۱ ژانویه ۲۰۰۴  |
| ۲۰۶۷۱۶ | 2004 BU50   | ۲۱ ژانویه ۲۰۰۴  |
| ۲۰۶۷۱۷ | 2004 BC51   | ۲۱ ژانویه ۲۰۰۴  |
| ۲۰۶۷۱۸ | 2004 BY51   | ۲۱ ژانویه ۲۰۰۴  |
| ۲۰۶۷۱۹ | 2004 BW52   | ۲۱ ژانویه ۲۰۰۴  |
| ۲۰۶۷۲۰ | 2004 BW56   | ۲۳ ژانویه ۲۰۰۴  |
| ۲۰۶۷۲۱ | 2004 BJ58   | ۲۳ ژانویه ۲۰۰۴  |
| ۲۰۶۷۲۲ | 2004 BH63   | ۲۲ ژانویه ۲۰۰۴  |
| ۲۰۶۷۲۳ | 2004 BT71   | ۲۳ ژانویه ۲۰۰۴  |
| ۲۰۶۷۲۴ | 2004 BY72   | ۲۴ ژانویه ۲۰۰۴  |
| ۲۰۶۷۲۵ | 2004 BR73   | ۲۴ ژانویه ۲۰۰۴  |
| ۲۰۶۷۲۶ | 2004 BX73   | ۲۴ ژانویه ۲۰۰۴  |
| ۲۰۶۷۲۷ | 2004 BE78   | ۲۲ ژانویه ۲۰۰۴  |
| ۲۰۶۷۲۸ | 2004 BP78   | ۲۲ ژانویه ۲۰۰۴  |
| ۲۰۶۷۲۹ | 2004 BL80   | ۲۴ ژانویه ۲۰۰۴  |
| ۲۰۶۷۳۰ | 2004 BM90   | ۲۴ ژانویه ۲۰۰۴  |
| ۲۰۶۷۳۱ | 2004 BP99   | ۲۷ ژانویه ۲۰۰۴  |
| ۲۰۶۷۳۲ | 2004 BY99   | ۲۷ ژانویه ۲۰۰۴  |
| ۲۰۶۷۳۳ | 2004 BG101  | ۲۸ ژانویه ۲۰۰۴  |
| ۲۰۶۷۳۴ | 2004 BD112  | ۲۴ ژانویه ۲۰۰۴  |
| ۲۰۶۷۳۵ | 2004 BP118  | ۳۰ ژانویه ۲۰۰۴  |
| ۲۰۶۷۳۶ | 2004 BV119  | ۳۰ ژانویه ۲۰۰۴  |
| ۲۰۶۷۳۷ | 2004 BC120  | ۳۰ ژانویه ۲۰۰۴  |
| ۲۰۶۷۳۸ | 2004 BD120  | ۳۰ ژانویه ۲۰۰۴  |
| ۲۰۶۷۳۹ | 2004 BV120  | ۳۱ ژانویه ۲۰۰۴  |
| ۲۰۶۷۴۰ | 2004 BH124  | ۱۸ ژانویه ۲۰۰۴  |
| ۲۰۶۷۴۱ | 2004 BR124  | ۱۶ ژانویه ۲۰۰۴  |
| ۲۰۶۷۴۲ | 2004 BY124  | ۱۶ ژانویه ۲۰۰۴  |
| ۲۰۶۷۴۳ | 2004 BB129  | ۱۶ ژانویه ۲۰۰۴  |
| ۲۰۶۷۴۴ | 2004 BJ135  | ۱۹ ژانویه ۲۰۰۴  |
| ۲۰۶۷۴۵ | 2004 BR139  | ۱۹ ژانویه ۲۰۰۴  |
| ۲۰۶۷۴۶ | 2004 BB142  | ۱۹ ژانویه ۲۰۰۴  |
| ۲۰۶۷۴۷ | 2004 BH145  | ۱۹ ژانویه ۲۰۰۴  |
| ۲۰۶۷۴۸ | 2004 BA146  | ۲۲ ژانویه ۲۰۰۴  |
| ۲۰۶۷۴۹ | 2004 BX148  | ۱۶ ژانویه ۲۰۰۴  |
| ۲۰۶۷۵۰ | 2004 BD149  | ۱۶ ژانویه ۲۰۰۴  |
| ۲۰۶۷۵۱ | 2004 BJ149  | ۱۶ ژانویه ۲۰۰۴  |
| ۲۰۶۷۵۲ | 2004 BT150  | ۱۷ ژانویه ۲۰۰۴  |
| ۲۰۶۷۵۳ | 2004 BW151  | ۱۸ ژانویه ۲۰۰۴  |
| ۲۰۶۷۵۴ | 2004 BM155  | ۲۸ ژانویه ۲۰۰۴  |
| ۲۰۶۷۵۵ | 2004 CJ2    | ۱۲ فوریه ۲۰۰۴   |
| ۲۰۶۷۵۶ | 2004 CF5    | ۱۰ فوریه ۲۰۰۴   |
| ۲۰۶۷۵۷ | 2004 CH5    | ۱۰ فوریه ۲۰۰۴   |
| ۲۰۶۷۵۸ | 2004 CV6    | ۱۱ فوریه ۲۰۰۴   |
| ۲۰۶۷۵۹ | 2004 CA7    | ۹ فوریه ۲۰۰۴    |
| ۲۰۶۷۶۰ | 2004 CU11   | ۱۱ فوریه ۲۰۰۴   |
| ۲۰۶۷۶۱ | 2004 CU13   | ۱۱ فوریه ۲۰۰۴   |
| ۲۰۶۷۶۲ | 2004 CE21   | ۱۱ فوریه ۲۰۰۴   |
| ۲۰۶۷۶۳ | 2004 CV21   | ۱۱ فوریه ۲۰۰۴   |
| ۲۰۶۷۶۴ | 2004 CR22   | ۱۲ فوریه ۲۰۰۴   |
| ۲۰۶۷۶۵ | 2004 CG26   | ۱۱ فوریه ۲۰۰۴   |
| ۲۰۶۷۶۶ | 2004 CR27   | ۱۲ فوریه ۲۰۰۴   |
| ۲۰۶۷۶۷ | 2004 CM30   | ۱۲ فوریه ۲۰۰۴   |
| ۲۰۶۷۶۸ | 2004 CT43   | ۱۲ فوریه ۲۰۰۴   |
| ۲۰۶۷۶۹ | 2004 CW43   | ۱۲ فوریه ۲۰۰۴   |
| ۲۰۶۷۷۰ | 2004 CO48   | ۱۴ فوریه ۲۰۰۴   |
| ۲۰۶۷۷۱ | 2004 CO53   | ۱۱ فوریه ۲۰۰۴   |
| ۲۰۶۷۷۲ | 2004 CM63   | ۱۲ فوریه ۲۰۰۴   |
| ۲۰۶۷۷۳ | 2004 CX64   | ۱۳ فوریه ۲۰۰۴   |
| ۲۰۶۷۷۴ | 2004 CZ64   | ۱۳ فوریه ۲۰۰۴   |
| ۲۰۶۷۷۵ | 2004 CC65   | ۱۳ فوریه ۲۰۰۴   |
| ۲۰۶۷۷۶ | 2004 CS78   | ۱۱ فوریه ۲۰۰۴   |
| ۲۰۶۷۷۷ | 2004 CM89   | ۱۱ فوریه ۲۰۰۴   |
| ۲۰۶۷۷۸ | 2004 CK96   | ۱۴ فوریه ۲۰۰۴   |
| ۲۰۶۷۷۹ | 2004 CR97   | ۱۴ فوریه ۲۰۰۴   |
| ۲۰۶۷۸۰ | 2004 CV105  | ۱۴ فوریه ۲۰۰۴   |
| ۲۰۶۷۸۱ | 2004 CS109  | ۱۲ فوریه ۲۰۰۴   |
| ۲۰۶۷۸۲ | 2004 CG110  | ۱۴ فوریه ۲۰۰۴   |
| ۲۰۶۷۸۳ | 2004 CN112  | ۱۳ فوریه ۲۰۰۴   |
| ۲۰۶۷۸۴ | 2004 CO115  | ۲ فوریه ۲۰۰۴    |
| ۲۰۶۷۸۵ | 2004 CK117  | ۱۱ فوریه ۲۰۰۴   |
| ۲۰۶۷۸۶ | 2004 CP125  | ۱۲ فوریه ۲۰۰۴   |
| ۲۰۶۷۸۶ | 2004 DQ     | ۱۶ فوریه ۲۰۰۴   |
| ۲۰۶۷۸۸ | 2004 DP5    | ۱۶ فوریه ۲۰۰۴   |
| ۲۰۶۷۸۹ | 2004 DN7    | ۱۷ فوریه ۲۰۰۴   |
| ۲۰۶۷۹۰ | 2004 DD13   | ۱۶ فوریه ۲۰۰۴   |
| ۲۰۶۷۹۱ | 2004 DQ13   | ۱۶ فوریه ۲۰۰۴   |
| ۲۰۶۷۹۲ | 2004 DF19   | ۱۶ فوریه ۲۰۰۴   |
| ۲۰۶۷۹۳ | 2004 DW23   | ۱۹ فوریه ۲۰۰۴   |
| ۲۰۶۷۹۴ | 2004 DU30   | ۱۷ فوریه ۲۰۰۴   |
| ۲۰۶۷۹۵ | 2004 DD31   | ۱۷ فوریه ۲۰۰۴   |
| ۲۰۶۷۹۶ | 2004 DQ32   | ۱۸ فوریه ۲۰۰۴   |
| ۲۰۶۷۹۷ | 2004 DL37   | ۱۹ فوریه ۲۰۰۴   |
| ۲۰۶۷۹۸ | 2004 DV39   | ۱۶ فوریه ۲۰۰۴   |
| ۲۰۶۷۹۹ | 2004 DO43   | ۲۳ فوریه ۲۰۰۴   |
| ۲۰۶۸۰۰ | 2004 DA44   | ۲۴ فوریه ۲۰۰۴   |
| ۲۰۶۸۰۱ | 2004 DQ48   | ۱۹ فوریه ۲۰۰۴   |
| ۲۰۶۸۰۲ | 2004 DF49   | ۱۹ فوریه ۲۰۰۴   |
| ۲۰۶۸۰۳ | 2004 DO49   | ۲۰ فوریه ۲۰۰۴   |
| ۲۰۶۸۰۴ | 2004 DZ49   | ۲۲ فوریه ۲۰۰۴   |
| ۲۰۶۸۰۵ | 2004 DJ51   | ۲۳ فوریه ۲۰۰۴   |
| ۲۰۶۸۰۶ | 2004 DT51   | ۲۳ فوریه ۲۰۰۴   |
| ۲۰۶۸۰۷ | 2004 DK52   | ۲۵ فوریه ۲۰۰۴   |
| ۲۰۶۸۰۸ | 2004 DU55   | ۲۲ فوریه ۲۰۰۴   |
| ۲۰۶۸۰۹ | 2004 DS58   | ۲۳ فوریه ۲۰۰۴   |
| ۲۰۶۸۱۰ | 2004 DG59   | ۲۳ فوریه ۲۰۰۴   |
| ۲۰۶۸۱۱ | 2004 DB61   | ۲۶ فوریه ۲۰۰۴   |
| ۲۰۶۸۱۲ | 2004 DF63   | ۲۹ فوریه ۲۰۰۴   |
| ۲۰۶۸۱۳ | 2004 DP72   | ۱۶ فوریه ۲۰۰۴   |
| ۲۰۶۸۱۴ | 2004 DZ78   | ۱۸ فوریه ۲۰۰۴   |
| ۲۰۶۸۱۵ | 2004 EG5    | ۱۱ مارس ۲۰۰۴    |
| ۲۰۶۸۱۶ | 2004 EZ5    | ۱۱ مارس ۲۰۰۴    |
| ۲۰۶۸۱۷ | 2004 EW8    | ۱۴ مارس ۲۰۰۴    |
| ۲۰۶۸۱۸ | 2004 EJ11   | ۱۰ مارس ۲۰۰۴    |
| ۲۰۶۸۱۹ | 2004 EF13   | ۱۱ مارس ۲۰۰۴    |
| ۲۰۶۸۲۰ | 2004 ET13   | ۱۱ مارس ۲۰۰۴    |
| ۲۰۶۸۲۱ | 2004 EQ14   | ۱۱ مارس ۲۰۰۴    |
| ۲۰۶۸۲۲ | 2004 EB17   | ۱۲ مارس ۲۰۰۴    |
| ۲۰۶۸۲۳ | 2004 EC19   | ۱۴ مارس ۲۰۰۴    |
| ۲۰۶۸۲۴ | 2004 EF19   | ۱۴ مارس ۲۰۰۴    |
| ۲۰۶۸۲۵ | 2004 EH21   | ۱۵ مارس ۲۰۰۴    |
| ۲۰۶۸۲۶ | 2004 EH33   | ۱۵ مارس ۲۰۰۴    |
| ۲۰۶۸۲۷ | 2004 EK37   | ۱۴ مارس ۲۰۰۴    |
| ۲۰۶۸۲۸ | 2004 EO38   | ۱۴ مارس ۲۰۰۴    |
| ۲۰۶۸۲۹ | 2004 EC40   | ۱۵ مارس ۲۰۰۴    |
| ۲۰۶۸۳۰ | 2004 EV41   | ۱۵ مارس ۲۰۰۴    |
| ۲۰۶۸۳۱ | 2004 EY45   | ۱۵ مارس ۲۰۰۴    |
| ۲۰۶۸۳۲ | 2004 EL46   | ۱۵ مارس ۲۰۰۴    |
| ۲۰۶۸۳۳ | 2004 EU49   | ۱۵ مارس ۲۰۰۴    |
| ۲۰۶۸۳۴ | 2004 EA55   | ۱۴ مارس ۲۰۰۴    |
| ۲۰۶۸۳۵ | 2004 EH56   | ۱۴ مارس ۲۰۰۴    |
| ۲۰۶۸۳۶ | 2004 ET61   | ۱۲ مارس ۲۰۰۴    |
| ۲۰۶۸۳۷ | 2004 ER68   | ۱۵ مارس ۲۰۰۴    |
| ۲۰۶۸۳۸ | 2004 EV70   | ۱۵ مارس ۲۰۰۴    |
| ۲۰۶۸۳۹ | 2004 EX71   | ۱۵ مارس ۲۰۰۴    |
| ۲۰۶۸۴۰ | 2004 EH80   | ۱۴ مارس ۲۰۰۴    |
| ۲۰۶۸۴۱ | 2004 ED81   | ۱۵ مارس ۲۰۰۴    |
| ۲۰۶۸۴۲ | 2004 EJ81   | ۱۵ مارس ۲۰۰۴    |
| ۲۰۶۸۴۳ | 2004 EK81   | ۱۵ مارس ۲۰۰۴    |
| ۲۰۶۸۴۴ | 2004 EF88   | ۱۴ مارس ۲۰۰۴    |
| ۲۰۶۸۴۵ | 2004 ET92   | ۱۵ مارس ۲۰۰۴    |
| ۲۰۶۸۴۶ | 2004 EM96   | ۱۱ مارس ۲۰۰۴    |
| ۲۰۶۸۴۷ | 2004 ER107  | ۱۵ مارس ۲۰۰۴    |
| ۲۰۶۸۴۸ | 2004 EY112  | ۱۵ مارس ۲۰۰۴    |
| ۲۰۶۸۴۹ | 2004 FZ17   | ۲۸ مارس ۲۰۰۴    |
| ۲۰۶۸۵۰ | 2004 FZ20   | ۱۶ مارس ۲۰۰۴    |
| ۲۰۶۸۵۱ | 2004 FZ23   | ۱۷ مارس ۲۰۰۴    |
| ۲۰۶۸۵۲ | 2004 FW24   | ۱۷ مارس ۲۰۰۴    |
| ۲۰۶۸۵۳ | 2004 FS28   | ۲۳ مارس ۲۰۰۴    |
| ۲۰۶۸۵۴ | 2004 FT30   | ۲۹ مارس ۲۰۰۴    |
| ۲۰۶۸۵۵ | 2004 FS31   | ۳۰ مارس ۲۰۰۴    |
| ۲۰۶۸۵۶ | 2004 FO44   | ۱۶ مارس ۲۰۰۴    |
| ۲۰۶۸۵۷ | 2004 FZ51   | ۱۹ مارس ۲۰۰۴    |
| ۲۰۶۸۵۸ | 2004 FF53   | ۱۶ مارس ۲۰۰۴    |
| ۲۰۶۸۵۹ | 2004 FC55   | ۱۹ مارس ۲۰۰۴    |
| ۲۰۶۸۶۰ | 2004 FJ56   | ۱۶ مارس ۲۰۰۴    |
| ۲۰۶۸۶۱ | 2004 FM56   | ۱۶ مارس ۲۰۰۴    |
| ۲۰۶۸۶۲ | 2004 FF63   | ۱۹ مارس ۲۰۰۴    |
| ۲۰۶۸۶۳ | 2004 FJ70   | ۱۶ مارس ۲۰۰۴    |
| ۲۰۶۸۶۴ | 2004 FZ78   | ۱۹ مارس ۲۰۰۴    |
| ۲۰۶۸۶۵ | 2004 FD81   | ۱۶ مارس ۲۰۰۴    |
| ۲۰۶۸۶۶ | 2004 FV83   | ۱۸ مارس ۲۰۰۴    |
| ۲۰۶۸۶۷ | 2004 FZ85   | ۱۹ مارس ۲۰۰۴    |
| ۲۰۶۸۶۸ | 2004 FB88   | ۲۰ مارس ۲۰۰۴    |
| ۲۰۶۸۶۹ | 2004 FW92   | ۱۸ مارس ۲۰۰۴    |
| ۲۰۶۸۷۰ | 2004 FX93   | ۲۲ مارس ۲۰۰۴    |
| ۲۰۶۸۷۱ | 2004 FA112  | ۲۶ مارس ۲۰۰۴    |
| ۲۰۶۸۷۲ | 2004 FU118  | ۲۲ مارس ۲۰۰۴    |
| ۲۰۶۸۷۳ | 2004 FR120  | ۲۳ مارس ۲۰۰۴    |
| ۲۰۶۸۷۴ | 2004 FJ121  | ۲۳ مارس ۲۰۰۴    |
| ۲۰۶۸۷۵ | 2004 FS124  | ۲۷ مارس ۲۰۰۴    |
| ۲۰۶۸۷۶ | 2004 FH126  | ۲۷ مارس ۲۰۰۴    |
| ۲۰۶۸۷۷ | 2004 FF139  | ۲۰ مارس ۲۰۰۴    |
| ۲۰۶۸۷۸ | 2004 FF144  | ۲۹ مارس ۲۰۰۴    |
| ۲۰۶۸۷۹ | 2004 FC148  | ۱۷ مارس ۲۰۰۴    |
| ۲۰۶۸۸۰ | 2004 FU151  | ۱۷ مارس ۲۰۰۴    |
| ۲۰۶۸۸۱ | 2004 FJ161  | ۱۸ مارس ۲۰۰۴    |
| ۲۰۶۸۸۲ | 2004 GF1    | ۹ آوریل ۲۰۰۴    |
| ۲۰۶۸۸۳ | 2004 GN2    | ۱۲ آوریل ۲۰۰۴   |
| ۲۰۶۸۸۴ | 2004 GZ10   | ۸ آوریل ۲۰۰۴    |
| ۲۰۶۸۸۵ | 2004 GC12   | ۱۲ آوریل ۲۰۰۴   |
| ۲۰۶۸۸۶ | 2004 GJ15   | ۱۴ آوریل ۲۰۰۴   |
| ۲۰۶۸۸۷ | 2004 GG19   | ۱۵ آوریل ۲۰۰۴   |
| ۲۰۶۸۸۸ | 2004 GC21   | ۱۱ آوریل ۲۰۰۴   |
| ۲۰۶۸۸۹ | 2004 GT32   | ۱۲ آوریل ۲۰۰۴   |
| ۲۰۶۸۹۰ | 2004 GA42   | ۱۴ آوریل ۲۰۰۴   |
| ۲۰۶۸۹۱ | 2004 GT44   | ۱۲ آوریل ۲۰۰۴   |
| ۲۰۶۸۹۲ | 2004 GJ75   | ۱۵ آوریل ۲۰۰۴   |
| ۲۰۶۸۹۳ | 2004 HZ6    | ۱۶ آوریل ۲۰۰۴   |
| ۲۰۶۸۹۴ | 2004 HY10   | ۱۷ آوریل ۲۰۰۴   |
| ۲۰۶۸۹۵ | 2004 HW16   | ۱۶ آوریل ۲۰۰۴   |
| ۲۰۶۸۹۶ | 2004 HL21   | ۱۶ آوریل ۲۰۰۴   |
| ۲۰۶۸۹۷ | 2004 HJ28   | ۲۰ آوریل ۲۰۰۴   |
| ۲۰۶۸۹۸ | 2004 HJ30   | ۲۱ آوریل ۲۰۰۴   |
| ۲۰۶۸۹۹ | 2004 HP34   | ۱۷ آوریل ۲۰۰۴   |
| ۲۰۶۹۰۰ | 2004 HT36   | ۲۲ آوریل ۲۰۰۴   |
| ۲۰۶۹۰۱ | 2004 HU36   | ۲۲ آوریل ۲۰۰۴   |
| ۲۰۶۹۰۲ | 2004 HC45   | ۲۱ آوریل ۲۰۰۴   |
| ۲۰۶۹۰۳ | 2004 HV52   | ۲۴ آوریل ۲۰۰۴   |
| ۲۰۶۹۰۴ | 2004 HV54   | ۲۱ آوریل ۲۰۰۴   |
| ۲۰۶۹۰۵ | 2004 HQ71   | ۲۵ آوریل ۲۰۰۴   |
| ۲۰۶۹۰۶ | 2004 JZ27   | ۱۱ مه ۲۰۰۴      |
| ۲۰۶۹۰۷ | 2004 KA14   | ۲۲ مه ۲۰۰۴      |
| ۲۰۶۹۰۸ | 2004 NW2    | ۹ ژوئیه ۲۰۰۴    |
| ۲۰۶۹۰۹ | 2004 NB6    | ۱۱ ژوئیه ۲۰۰۴   |
| ۲۰۶۹۱۰ | 2004 NL8    | ۱۵ ژوئیه ۲۰۰۴   |
| ۲۰۶۹۱۱ | 2004 PE14   | ۷ اوت ۲۰۰۴      |
| ۲۰۶۹۱۲ | 2004 PK17   | ۸ اوت ۲۰۰۴      |
| ۲۰۶۹۱۳ | 2004 PH20   | ۹ اوت ۲۰۰۴      |
| ۲۰۶۹۱۴ | 2004 PZ61   | ۹ اوت ۲۰۰۴      |
| ۲۰۶۹۱۵ | 2004 PL65   | ۱۰ اوت ۲۰۰۴     |
| ۲۰۶۹۱۶ | 2004 PD80   | ۹ اوت ۲۰۰۴      |
| ۲۰۶۹۱۷ | 2004 PY88   | ۸ اوت ۲۰۰۴      |
| ۲۰۶۹۱۸ | 2004 PT89   | ۱۰ اوت ۲۰۰۴     |
| ۲۰۶۹۱۹ | 2004 PS94   | ۱۰ اوت ۲۰۰۴     |
| ۲۰۶۹۲۰ | 2004 PE95   | ۱۲ اوت ۲۰۰۴     |
| ۲۰۶۹۲۱ | 2004 PU100  | ۱۰ اوت ۲۰۰۴     |
| ۲۰۶۹۲۲ | 2004 PR101  | ۱۱ اوت ۲۰۰۴     |
| ۲۰۶۹۲۳ | 2004 PY101  | ۱۱ اوت ۲۰۰۴     |
| ۲۰۶۹۲۴ | 2004 PP102  | ۱۲ اوت ۲۰۰۴     |
| ۲۰۶۹۲۵ | 2004 PR108  | ۹ اوت ۲۰۰۴      |
| ۲۰۶۹۲۶ | 2004 PM111  | ۱۲ اوت ۲۰۰۴     |
| ۲۰۶۹۲۷ | 2004 QH21   | ۲۳ اوت ۲۰۰۴     |
| ۲۰۶۹۲۸ | 2004 RC13   | ۴ سپتامبر ۲۰۰۴  |
| ۲۰۶۹۲۹ | 2004 RH20   | ۷ سپتامبر ۲۰۰۴  |
| ۲۰۶۹۳۰ | 2004 RU30   | ۷ سپتامبر ۲۰۰۴  |
| ۲۰۶۹۳۱ | 2004 RO42   | ۸ سپتامبر ۲۰۰۴  |
| ۲۰۶۹۳۲ | 2004 RW48   | ۸ سپتامبر ۲۰۰۴  |
| ۲۰۶۹۳۳ | 2004 RS49   | ۸ سپتامبر ۲۰۰۴  |
| ۲۰۶۹۳۴ | 2004 RS61   | ۸ سپتامبر ۲۰۰۴  |
| ۲۰۶۹۳۵ | 2004 RZ68   | ۸ سپتامبر ۲۰۰۴  |
| ۲۰۶۹۳۶ | 2004 RX69   | ۸ سپتامبر ۲۰۰۴  |
| ۲۰۶۹۳۷ | 2004 RU72   | ۸ سپتامبر ۲۰۰۴  |
| ۲۰۶۹۳۸ | 2004 RJ76   | ۸ سپتامبر ۲۰۰۴  |
| ۲۰۶۹۳۹ | 2004 RP82   | ۹ سپتامبر ۲۰۰۴  |
| ۲۰۶۹۴۰ | 2004 RU90   | ۸ سپتامبر ۲۰۰۴  |
| ۲۰۶۹۴۱ | 2004 RG99   | ۸ سپتامبر ۲۰۰۴  |
| ۲۰۶۹۴۲ | 2004 RT101  | ۸ سپتامبر ۲۰۰۴  |
| ۲۰۶۹۴۳ | 2004 RZ167  | ۷ سپتامبر ۲۰۰۴  |
| ۲۰۶۹۴۴ | 2004 RK170  | ۸ سپتامبر ۲۰۰۴  |
| ۲۰۶۹۴۵ | 2004 RT171  | ۹ سپتامبر ۲۰۰۴  |
| ۲۰۶۹۴۶ | 2004 RO173  | ۹ سپتامبر ۲۰۰۴  |
| ۲۰۶۹۴۷ | 2004 RU178  | ۱۰ سپتامبر ۲۰۰۴ |
| ۲۰۶۹۴۸ | 2004 RJ187  | ۱۰ سپتامبر ۲۰۰۴ |
| ۲۰۶۹۴۹ | 2004 RD189  | ۱۰ سپتامبر ۲۰۰۴ |
| ۲۰۶۹۵۰ | 2004 RP205  | ۸ سپتامبر ۲۰۰۴  |
| ۲۰۶۹۵۱ | 2004 RT307  | ۱۳ سپتامبر ۲۰۰۴ |
| ۲۰۶۹۵۲ | 2004 RE310  | ۱۳ سپتامبر ۲۰۰۴ |
| ۲۰۶۹۵۳ | 2004 RV310  | ۱۳ سپتامبر ۲۰۰۴ |
| ۲۰۶۹۵۴ | 2004 RQ322  | ۱۳ سپتامبر ۲۰۰۴ |
| ۲۰۶۹۵۵ | 2004 RA324  | ۱۳ سپتامبر ۲۰۰۴ |
| ۲۰۶۹۵۶ | 2004 RL327  | ۱۳ سپتامبر ۲۰۰۴ |
| ۲۰۶۹۵۷ | 2004 RW341  | ۱۱ سپتامبر ۲۰۰۴ |
| ۲۰۶۹۵۸ | 2004 SU2    | ۱۷ سپتامبر ۲۰۰۴ |
| ۲۰۶۹۵۹ | 2004 SQ10   | ۱۶ سپتامبر ۲۰۰۴ |
| ۲۰۶۹۶۰ | 2004 SQ19   | ۱۸ سپتامبر ۲۰۰۴ |
| ۲۰۶۹۶۱ | 2004 SN30   | ۱۷ سپتامبر ۲۰۰۴ |
| ۲۰۶۹۶۲ | 2004 SG32   | ۱۷ سپتامبر ۲۰۰۴ |
| ۲۰۶۹۶۳ | 2004 SV33   | ۱۷ سپتامبر ۲۰۰۴ |
| ۲۰۶۹۶۴ | 2004 SE41   | ۱۷ سپتامبر ۲۰۰۴ |
| ۲۰۶۹۶۵ | 2004 SL43   | ۱۸ سپتامبر ۲۰۰۴ |
| ۲۰۶۹۶۶ | 2004 SZ46   | ۱۸ سپتامبر ۲۰۰۴ |
| ۲۰۶۹۶۷ | 2004 SZ47   | ۱۸ سپتامبر ۲۰۰۴ |
| ۲۰۶۹۶۸ | 2004 SO52   | ۱۸ سپتامبر ۲۰۰۴ |
| ۲۰۶۹۶۹ | 2004 SC61   | ۲۲ سپتامبر ۲۰۰۴ |
| ۲۰۶۹۷۰ | 2004 TL15   | ۹ اکتبر ۲۰۰۴    |
| ۲۰۶۹۷۱ | 2004 TP47   | ۴ اکتبر ۲۰۰۴    |
| ۲۰۶۹۷۲ | 2004 TS54   | ۴ اکتبر ۲۰۰۴    |
| ۲۰۶۹۷۳ | 2004 TG67   | ۵ اکتبر ۲۰۰۴    |
| ۲۰۶۹۷۴ | 2004 TN72   | ۶ اکتبر ۲۰۰۴    |
| ۲۰۶۹۷۵ | 2004 TE79   | ۴ اکتبر ۲۰۰۴    |
| ۲۰۶۹۷۶ | 2004 TS102  | ۶ اکتبر ۲۰۰۴    |
| ۲۰۶۹۷۷ | 2004 TF103  | ۶ اکتبر ۲۰۰۴    |
| ۲۰۶۹۷۸ | 2004 TP110  | ۷ اکتبر ۲۰۰۴    |
| ۲۰۶۹۷۹ | 2004 TV115  | ۱۳ اکتبر ۲۰۰۴   |
| ۲۰۶۹۸۰ | 2004 TM117  | ۵ اکتبر ۲۰۰۴    |
| ۲۰۶۹۸۱ | 2004 TC118  | ۵ اکتبر ۲۰۰۴    |
| ۲۰۶۹۸۲ | 2004 TU126  | ۷ اکتبر ۲۰۰۴    |
| ۲۰۶۹۸۳ | 2004 TH130  | ۷ اکتبر ۲۰۰۴    |
| ۲۰۶۹۸۴ | 2004 TA133  | ۷ اکتبر ۲۰۰۴    |
| ۲۰۶۹۸۵ | 2004 TB134  | ۷ اکتبر ۲۰۰۴    |
| ۲۰۶۹۸۶ | 2004 TV135  | ۸ اکتبر ۲۰۰۴    |
| ۲۰۶۹۸۷ | 2004 TE138  | ۸ اکتبر ۲۰۰۴    |
| ۲۰۶۹۸۸ | 2004 TL152  | ۶ اکتبر ۲۰۰۴    |
| ۲۰۶۹۸۹ | 2004 TH159  | ۶ اکتبر ۲۰۰۴    |
| ۲۰۶۹۹۰ | 2004 TV163  | ۶ اکتبر ۲۰۰۴    |
| ۲۰۶۹۹۱ | 2004 TZ165  | ۷ اکتبر ۲۰۰۴    |
| ۲۰۶۹۹۲ | 2004 TS182  | ۷ اکتبر ۲۰۰۴    |
| ۲۰۶۹۹۳ | 2004 TF191  | ۷ اکتبر ۲۰۰۴    |
| ۲۰۶۹۹۴ | 2004 TD200  | ۷ اکتبر ۲۰۰۴    |
| ۲۰۶۹۹۵ | 2004 TB203  | ۷ اکتبر ۲۰۰۴    |
| ۲۰۶۹۹۶ | 2004 TX205  | ۷ اکتبر ۲۰۰۴    |
| ۲۰۶۹۹۷ | 2004 TC207  | ۷ اکتبر ۲۰۰۴    |
| ۲۰۶۹۹۸ | 2004 TP207  | ۷ اکتبر ۲۰۰۴    |
| ۲۰۶۹۹۹ | 2004 TJ220  | ۶ اکتبر ۲۰۰۴    |
| ۲۰۷۰۰۰ | 2004 TX220  | ۷ اکتبر ۲۰۰۴    |